# Liste der Baudenkmäler in Coburg/K
Dieser Teil der Liste der Denkmäler in Coburg beschreibt die denkmalgeschützten Objekte in folgenden Coburger Straßen und Plätzen:
- Kanalstraße
- Kanonenweg
- Karlstraße
- Kasernenstraße
- Ketschendorfer Straße
- Ketschengasse
- Kirchgasse
- Kirchhof
- Kleine Johannisgasse
- Kleine Judengasse
- Kleine Rosenau
- Kleine Rosengasse
- Kreuzwehrstraße
- Kuhgasse
- Kürengrund

## Kanalstraße
| Adresse Bezeichnung Akten-Nr.                    | Beschreibung | Foto |
| ------------------------------------------------ | --- | ---- |
| Kanalstraße (Lage)                               | In Plänen des späten 19. Jahrhunderts ist noch anstelle der heutigen Kanalstraße ein später zugeschütteter Flutkanal eingezeichnet, nach dem die Straße benannt wurde. Sie führt von der Bahnhofstraße nach Süden zur Itz und kreuzt dabei die Mohrenstraße. |      |
| Kanalstraße 3 (Standort) Wohnhaus D-4-63-000-683 | Das zweigeschossige Wohnhaus mit Fachwerkkniestock, Ziegel und Sandsteingliederungen im Stil eines Schweizerhauses wurde 1891 von Bernhard Brockardt im Auftrag des Malers Max Oppel erbaut. Das Walmdachhaus wird geprägt durch Hausgauben und drei Zwerchhausgiebel mit Schopfwalmdächern und besonders durch das in Fachwerk ausgeführte Kniestock. Der dreiachsige doppelgeschossige Erker mit Pilasterteilung an der Südseite setzt einen besonderen Akzent. Auf der Straßenseite ist ein zweiachsiger Eckrisalit angefügt. Beachtenswert und außergewöhnlich sind die Dekorationsmalereien in Form feiner mehrfarbiger Fruchtmotive und Kartuschen auf dem Kniestock und im Giebel. |      |

## Kanonenweg
| Adresse Bezeichnung Akten-Nr.                                         | Beschreibung | Foto |
| --------------------------------------------------------------------- | --- | ---- |
| Kanonenweg (Lage)                                                     | Der Kanonenweg führt vom so genannten Thüringer Kreuz (Kasernenstraße/Rodacher Straße/Neustadter Straße) bis zur Kreuzung der Lossaustraße mit der Callenberger Straße. Er wurde aus militärischen Gründen 1812 außerhalb der Stadtbebauung angelegt und stellte zusammen mit dem Neuen Weg das Bindeglied zwischen Ketschenbrücke und Kasernenstraße dar. So konnte man, ohne die Stadtbevölkerung zu gefährden, explosive Munitionsladungen und Kanonen nach Nordosten verlagern. Bis in die 1970er Jahre fuhren auf dem damals gepflasterten Kanonenweg regelmäßig Konvois mit Panzern von der Verladestelle im Güterbahnhof zu den Kasernen an der Lauterer Straße. Ab 1824 setzte am Kanonenweg eine Wohn- und Industriebebauung ein. |      |
| Kanonenweg 4 (Standort) Wohnhaus, ehemaliges Kino Kali D-4-63-000-183 | 1875 wurde der linke traufständige Teil des Gebäudes als Wohnhaus errichtet, 1881 der rechte giebelständige Teil als Gastwirtschaft Zum Paradies angefügt und 1911 umbenannt zur Gastwirtschaft Germania. 1910 erfolgte eine Giebelerhöhung und 1913 wurde von Maurermeister Christoph Kürschner das reizvolle Jugendstilrelief Sündenfall der Fassade hinzugefügt. Zwischen den breiten Mittelfenstern steht ein Baum von nahezu rechtwinkligem Umriss, um dessen Stamm sich eine Schlange windet, die einen Apfel zu pflücken trachtet. Im linken Gebäudeteil etablierten sich nach dem Zweiten Weltkrieg die Kammerlichtspiele KALI, die seit den 1970er Jahren als Sexkino fungierten. Passend dazu firmierte die Gaststätte im Hauptgebäude als Fruchtbar. 1990 wurde eine Fassadensanierung durchgeführt, bei der die Stuckaturen an der Fassade erneuert wurden. |      |
| Kanonenweg 7 (Standort) Wohnhaus D-4-63-000-684                       | Der Kaufmann Joseph Freund ließ sich dieses Wohnhaus 1881 im neuromanisch-gotischen Mischstil erbauen. Das traufständige Satteldachhaus zeigt zur Straße einen dreiachsigen Mittelrisalit mit engem Fensterabstand und einem ebenfalls dreiachsigen Zwerchhaus mit Dreiecksgiebel und Balkonvorbau im Erdgeschoss. Treppen führen zum Eingang auf der linken Giebelseite. Wesentlich für die Wirkung des Hauses sind die Gartenflächen und der schmiedeeiserne Zaun aus der Erbauungszeit. |      |
| Kanonenweg 13 (Standort) Wohnhaus D-4-63-000-685                      | Ähnlich dem Haus Nr. 7 errichtete 1896 Martin Renner für den Bäckermeister Hermann Bischoff das zweigeschossige Wohnhaus mit ausgebautem Dachgeschoss als Ziegelbau mit Sandsteingliederungen. Das giebelständige Satteldachhaus besitzt jedoch keine Eckeinfassungen. Durch hoch ansetzende Volutenkapitelle in der vierachsigen Fassade bleibt eine strenge Symmetrie gewahrt, bei der Doppelfenster die Innenachsen bilden. Der Zaun des Vorgartens mit bogenförmigem Abschluss stammt noch aus der Entstehungszeit des ehemals von einem Garten umgebenen Hauses. |      |
| Kanonenweg 25 (Standort) Arbeitsamt D-4-63-000-868                    | Der dreiteilige Komplex des Coburger Arbeitsamtes (später Agentur für Arbeit, Jobcenter) wurde vom Finanzbauamt Nürnberg entworfen und 1954–1956 gebaut. Zum fünfzehnachsigen Hauptflügel, der weit hinter der Baufluchtlinie des Kanonenwegs liegt, gehört ein durch großflächige, dreiachsig angeordnete Fenster gegliedertes Treppenhaus. Ist das Hauptgebäude durchgehend viergeschossig, weist der rechtwinklig angesetzte Südflügel nur drei Stockwerke auf und der durch Betonstützen unterteilte Saalbau an der Nordseite deren zwei. Ein vorschießendes, sehr flaches Walmdach bedeckt das gesamte Gebäude. Einige Ausstattungsdetails aus der Erbauungszeit sind erhalten: Am Vorbau außen ein Wandbild aus Stahlstangen, das oval geschwungene Treppenhaus mit Doppelstützen und diagonal geteiltem Geländer, sowie ein Wandbild im Eingangsbereich. Zum Gesamtensemble der Entstehungszeit gehören ferner ein Pförtnerhaus in der Raststraße und daneben angeordnet ein Fahrradunterstand mit geschwungenem Dach. |      |
| Kanonenweg 50/52 (Standort) Doppelwohnhaus D-4-63-000-686             | Die Straßenseite des dreigeschossigen traufseitigen Doppelwohnhauses, das 1902/03 Otto Leheis erbaut wurde, orientiert sich an den Formen der englischen Gotik. Den Walmdachbau prägen einige Anbauten, so rechts ein dreiseitiger Erker unter einem vorkragenden Zwerchgiebel im zweiten Fachwerk-Obergeschoss, links ein zweiachsiger Risalit mit Satteldach und hinter der linken Ecke ein Polygonalerker, der auf einem Säulenfuß ruht. Der Eingang zum linken Hausteil befindet sich hinter dem Erker in einem vorgebauten Treppenhaus mit Pultdach. Die Fenster im Erd- und ersten Obergeschoss sind durch vertikale Rahmen zu Bahnen zusammengefasst, wobei Rundbogenabschlüsse die oberen Fenster betonen. Im zweiten Obergeschoss finden sich neben einem rundbogigen Thermenfenster im Risalit auch schlichte Rechteckfenster im freiliegenden Fachwerk. Der Eingang in den rechten Hausteil ist neugotisch gerahmt. Über dem Eingang befindet sich ein Zwerchgiebel mit Fächerfachwerk und Krüppelwalmdach.        |      |

## Karlstraße
| Adresse Bezeichnung Akten-Nr.                       | Beschreibung | Foto |
| --------------------------------------------------- | --- | ---- |
| Karlstraße (Lage)                                   | Die vom Ziegeleibesitzer Conrad Leckert um 1900 als Privatstraße angelegte Verbindung von seiner Ziegelei in der Kasernenstraße 13 zur Blumenstraße benannte er nach seinem Sohn Carl. 1960 übernahm die Stadt Coburg die Carlstraße und änderte die ursprüngliche Schreibweise in Karlstraße. |      |
| Karlstraße 2/4 (Standort) Doppelhaus D-4-63-000-184 | Der Ziegeleibesitzer Conrad Leckert ließ 1902 durch Friedrich Kürschner dieses zweigeschossige Doppelhaus mit Rokokodekor erbauen. Die Fassade des Walmdachhauses ist streng symmetrisch angeordnet. In der Hausmitte erhebt sich über einem flachen Erdgeschossrisalit ein zweiachsiger Erker mit geschwungenem Zwerchhausgiebel, der mit einem Stuckrelief verziert ist, in dem zwei in Wolken schwebende Putti mit Blumengirlande und Fackel zu sehen sind. Der Erkerfuß trägt eine Volutenkonsole und Kartusche mit Büste. Ähnliche Giebel schließen auch die beiden gleichen Eckrisalite ab, auf dem rechten fehlt allerdings der Muschelaufsatz. Ein umlaufendes Profilgesims trennt die beiden Geschosse voneinander. Die Fenster sind in den Geschossen unterschiedlich ausgeführt. In den Risaliten weisen die Obergeschossfenster Sturzprofile und stuckierte Aufsätze auf. Die doppelten Rundbogenfenster der Zwerchgiebel zeigen Perlmotive. Die Hauseingänge befinden sich an den Seiten des Doppelhauses in bogenförmig geschlossenen Zwerchhausrisaliten. Auf der rechten Seite trägt eine Kartusche die Initialen des Bauherren. |      |

## Kasernenstraße
| Adresse Bezeichnung Akten-Nr.                                                             | Beschreibung | Foto |
| ----------------------------------------------------------------------------------------- | --- | ---- |
| Kasernenstraße (Lage)                                                                     | Die Kasernenstraße ist die Verlängerung der Achse Steinweg/Heiligkreuzstraße nach Norden. Ihr Verlauf entspricht der alten Handelsstraße, die von Coburg aus in den Thüringer Wald führte. Im Urkataster ist die Kasernenstraße noch als Heilig Kreuz bezeichnet. Der Namenswechsel erfolgte 1875, nachdem die 1850 erbaute Kaserne am Anfang der Neustadter Straße das nördliche Straßenbild beherrschte. |      |
| Kasernenstraße 13 (Standort) Wohnhaus D-4-63-000-185                                      | Die erste Bebauung des Areals zwischen späterer Blumenstraße, Karlstraße und Kasernenstraße bestand bereits im 15. Jahrhundert; im ältesten Stadtbuch von 1434 ist hier eine Ziegelei erwähnt, die mitsamt Wohnhaus im ersten Stadtplan von 1743 auch eingezeichnet ist. Der Bau einer neuen Ziegelei neben der alten, die kurz darauf (vor 1880) abgerissen wurde, ist 1850 belegt. 1886 schließlich ließ Ziegeleibesitzer Conrad Leckert das alte Wohnhaus ebenfalls niederlegen. Durch Carl Kleemann entstand 1901 dann das zweigeschossige traufständige Eckhaus mit Schopfwalmdach und einem dreiachsigen Mittelrisalit mit Zwerchhaus und Schopfwalmgiebel zur Kasernenstraße. Die Fenster im Erd- und ersten Obergeschoss sind durchgehend segmentbogig, die im Dachgeschossbereich rundbogig ausgeführt. Ein umlaufendes Horizontalgesims über dem Erdgeschoss gliedert das drei- auf fünfachsige Gebäude. Die Ornamentik des zweifarbigen Klinkerbaus zeigt Anleihen aus der Neuromanik, gut zu erkennen an den gestuften Dreierfenstern des Zwerchhauses und den Blendbogenreihen in den Giebelfeldern. Der Hauseingang befindet sich mittig in der seitlichen Straßenfront. Die Gartenseite ist schlichter ausgeführt und unregelmäßig durchfenstert. |      |
| Kasernenstraße 14 (Standort) Bürogebäude, ehemaliges Glühlampenwerk Hellum D-4-63-000-186 | 1697 entstand gegenüber der alten Ziegelei (siehe Kasernenstraße 13) die Herzogliche Ziegelei, die 1872 von Kommerzienrat A. Forkel erworben und abgebrochen wurde. Durch Zimmermeister Ernst Wöhner wurde an der Straße das Fabrikgebäude der Mechanischen Weberei J. P. M. Forkel errichtet, dessen Fassade unter dem neuen Besitzer Kommerzienrat Max Frommann 1907 Formen des neubarocken Jugendstils erhielt. Befanden sich in diesem repräsentativen Gebäude die Geschäfts- und Lagerräume, war die eigentliche Weberei mit seinen lärmintensiven Webstühlen in einem langgestreckten, flachen Hintergebäude untergebracht. Das gesamte Fabrikgelände ging 1935/38 an den Metallwaren-Fabrikanten Hans Jahn über. 1946 bis 1956 wurde das Unternehmen unter dem Namen Metallwaren-Glühlampenfabrik Hans Jahn betrieben, danach unter Hellum-Glühlampenwerk Hans Jahn. Nach Aufgabe der Produktion erfolgte 1984 der Abbruch aller rückwärtigen Fabrikgebäude und in den folgenden drei Jahren der Anbau eines erdgeschossigen SB-Marktes hinter dem Vorderhaus und dessen erneuter Umbau. Hierbei wurde der Erdgeschoss-Mitteltrakt komplett entkernt, eine Stahlkonstruktion eingezogen und in allen Geschossen Büroräume eingerichtet, die 1990 durch Wendeltreppen verbunden wurden. 1994/95 folgte eine Fassadensanierung. Der zweigeschossige, insgesamt neunzehnachsige Mansardwalmdachbau wird durch einen fünfachsigen Mittelrisalit mit zweigeschossigem Zwerchhaus in zwei Flügel geteilt, die wiederum von je einem polygonalen Eckerker auf einem risalitartigen Vorsprung abgeschlossen werden. Beide Flügel weisen in der dritten Achse von außen überdachte, neubarock dekorierte Säulenportale auf. Im linken Flügel befinden sich zusätzlich zwei Ladengeschäfte mit Tür-Fenster-Kombinationen. Fenster und Portale des Erdgeschosses sind rundbogig, im Bereich des Mittelrisalits korbbogig ausgebildete. Die Fenster des Obergeschosses und der Erker weisen eine stuckierte Rahmung mit angedeuteten Keilsteinen auf, die des Zwerchhausrisalits Lisenen. In die Mansarden beider Gebäudeflügel sind straßenseitig je vier Schleppgauben eingesetzt, in die dreiachsigen Schmalseiten jeweils zwei. Die Gebäuderückseite wird ebenfalls durch einen Mittelrisalit geteilt, jedoch ohne Zwerchhaus. Der gesamte Bau erweckt eher den Eindruck eines Schlossnebengebäudes, als den einer Industriearchitektur und gehört zu den wichtigsten Industriedenkmälern Coburgs. |      |
| Kasernenstraße 15 (Standort) Wohn- und Geschäftshaus D-4-63-000-187                       | Das an der Straßenmündung Karlstraße/Kasernenstraße gelegene Mansarddachhaus mit Eckerker hat seine Hauptseite zur Karlstraße und die deutlich schmalere Seite zur Kasernenstraße. 1901 von Carl Kleemann erbaut, zeigt das zweigeschossige Wohnhaus einen reichen Fassadendekor in den Formen des 18. Jahrhunderts. Die jeweils äußeren Doppelachsen der beiden Schauseiten springen risalitartig hervor. Eigenwillig ist die Anordnung der Fenster wechselweise als Paare und Einzelfenster. Dies wird auf der Langseite durch die Lage des mittleren Eingangs und des Treppenhauses bewirkt und auf der Schmalseite konsequent fortgesetzt. Die Fenster und Türen des rustizierten Erdgeschosses werden durch Segmentbögen und Keilsteinen mit Maskarons abgeschlossen. Besondere Merkmale des Obergeschosses sind kannelierte ionisierende Pilaster, die Risalite und Erker einfassen, sowie ein doppeltes Band aus Wellen und Astspiralen, das den oberen Abschluss zum Mansarddach bildet. In den Obergeschossfenstern blieben die aus der Erbauungszeit stammenden Rouleaublenden erhalten, die wesentlich den Eindruck des Hauses mitbestimmen. Der Eckerker, der zur vollen Höhe des Daches aufsteigt, wird im Dachgeschoss durch ein Rundbogenfenster beherrscht. Den Abschluss des Erkers bildet eine gegenständige Blattvolute. Genau wie in den darunter liegenden Geschossen die Fenster sind die stehenden Gauben mit Dreiecks- und Segmentbogengiebeln im verschieferten Dachgeschoss angeordnet. |      |

## Ketschendorfer Straße
| Adresse Bezeichnung Akten-Nr.                                                                             | Beschreibung | Foto |
| --- | --- | ---- |
| Ketschendorfer Straße (Lage)                                                                              | Herzog Ernst Friedrich ließ 1746 den Weg vom Ketschentor nach dem südlich gelegenen Ketschendorf hochwassersicher ausbauen. Nach Nordosten schließt sich der Rosengarten als öffentliche Parkanlage an. Auf der dem Park gegenüberliegenden Seite der Ketschendorfer Straße befindet sich eine lockere Bebauung mit historistischen Villen. Südwestlich dahinter liegt der vormals als Bleichwiese und Kuhweide und ab Mitte des 19. Jahrhunderts als Volksfest-, Turn- und Schießplatz genutzte Ketschenanger, heute in den veranstaltungsfreien Zeiten als Großparkplatz ausgewiesen. |      |
| Ketschendorfer Straße (Standort) Bildstock D-4-63-000-688                                                 | Gegenüber Haus Nr. 48 steht vor dem Zaun ein halbrund geschlossener, stark verwitterter Stein, der lange als Kilometerstein aus der Mitte des 19. Jahrhunderts angesehen wurde. Gegen diese Deutung spricht die für einen Kilometerstein untypische Form, die Einführung der metrischen Maße erst 1869 und das Fehlen jeglichen Hinweises auf eine Beschriftung. Auch als Grenzstein wird er nicht gedient haben, da er nur einseitig bearbeitet ist und zudem die übliche Grenzlinie auf der Oberseite fehlt. Auf der Vorderseite des Steins ist eine flache halbrunde Vertiefung abgearbeitet. Darin ist deutlich ein dreiecksförmiger Umriss zu erkennen, der an eine barocke, sitzende Madonna mit Kind und Szepter erinnert. Es könnte sich bei dem Stein um den oberen Teil eines steinernen Bildstocks aus dem 18./19. Jahrhundert handeln, dessen Standsäule nicht mehr vorhanden ist. |      |
| Ketschendorfer Straße 1 (Standort) Land- und Amtsgericht D-4-63-000-188                                   | Der Neubau des Justizgebäudes für das Land- und Amtsgericht Coburg entstand 1953/54 nach Plänen des Regierungsbaurates Sauer. Es wird als das best erhaltene Coburger Bauwerk aus dieser Epoche betrachtet. Die dreiteilige Baugruppe besteht aus einem östlich angeordneten viergeschossigen Riegelbau, der vor allem als Verwaltungsgebäude dient, einem südwestlich davor liegenden zweigeschossigen Atriumhaus, das Sitzungsgebäude, und einem zweigeschossigen, dreiachsigen Gebäude mit dem Haupteingang als Verbindungsflügel. |      |
| Ketschendorfer Straße 1 (Standort) Kellerzugang D-4-63-000-928                                            | Hinter Haus Nr. 1 steht in einer kleinen Parkanlage ein spätklassizistischer Kellerzugang aus der Mitte des 19. Jahrhunderts. Den Eingang rahmen zwei Pilaster und ein faszierter Stichbogen. |      |
| Ketschendorfer Straße 2 (Standort) Hotel Villa Victoria, ehemaliges Wohnhaus D-4-63-000-189               | Peter Gieck ließ 1835 das freistehende zweigeschossige Biedermeierhaus erbauen. Die Straßenseite des durch seine Blockhaftigkeit fast klassizistisch wirkenden Gebäudes mit seinen sieben Fensterachsen wird durch einen dreiachsigen Risalit sowie einen erdgeschossigen, von Pilastern unterteilten Vorbau mit Altane aufgelockert. Ein Zahnschnitt umzieht die Dachtraufe. Vor 1892 wurde das ursprüngliche flache Walmdach erhöht und dabei der Risalit um ein Zwerchhaus mit Dreiecksgiebel erweitert, seit 1919 flankiert von zurücktretenden Schleppgauben. Auf der Rückseite wurde bereits ein Jahr zuvor ein Dacherker mit zwei Schleppgauben aufgesetzt und ein Keller neben dem Haus angelegt 1919 erfolgte die Unterkellerung des Wohnhauses. Im Haus sind das Treppenhaus mit seiner Vertäfelung, die Treppengeländer und -pfosten, einige Wohnungstüren mit Oberlichtern und Gangfenster mit Altverglasung als historische Details erhalten. Im Jahr 2013 wurde das Gebäude saniert und zum Hotel Villa Victoria umgebaut. |      |
| Ketschendorfer Straße 4 (Standort) Wohnhaus D-4-63-000-190                                                | Das zweiflügelige zweigeschossige Biedermeiereckhaus zur Ahorner Straße wurde 1827/28 auf einem dem Kreisgerichtsdirektor Georg Ottilius Schnür vom Magistrat überlassenen Bauplatz durch den Magistratsmaurermeister Johann Andreas Meyer gebaut. Die siebenachsige Langseite wird durch das Portal mittig betont. Anstelle einer üblichen horizontalen Geschossteilung treten stuckierte Schürzen mit Festons, in der Mitte mit Kranz, zwischen die Fensterbahnen des Erd- und Obergeschosses, dessen Fenster zusätzlich durch Profilstürze betont werden. Dominant ist das dreiachsige abgewalmte Zwerchhaus der Langseite. Ähnlich wie sie ist die vierachsige Schmalseite zur Ahorner Straße gestaltet. Das Dach gliedern hier drei stehende Gauben, die bei Dachumbauten 1969/70 und 1988 aufgesetzt wurden. |      |
| Ketschendorfer Straße 5 (Standort) Villa D-4-63-000-869                                                   | Otto Leheis baute 1900 für Gustav Scheibe eine repräsentative Villa in Hanglage auf einem großen Parkgrundstück. nordwestlich des Marienberges. Das Haus hatte zwei Geschosse, einen turmähnlichen Aufbau und Walmdächer. 1934 ließ der neue Eigentümer, Drogeriebesitzer Paul Menzel, durch das Baugeschäft Bernhard Brockardt Dächer und Turm abbrechen und das Gebäude um ein ausgebautes Mansarddach erhöhen. Als Folge dieses Umbaus kontrastieren nun die historistischen, in Ziegel mit Sandsteingliederungen ausgeführten ursprünglichen Bauteile mit ihren gotisierenden Motiven wie den gezackten Sturzprofilen der Fenster im Erd- und ersten Obergeschoss mit dem Mansarddach, einer typischen Form des späten Barocks. Durch die Hanglage scheint die Villa dreigeschossig, da das Kellergeschoss talwärts als Vollgeschoss und das Erdgeschoss dadurch als Hochparterre wirkt. Um es dennoch als Hauptgeschoss kenntlich zu machen, sind die Fensterbekrönungen im Erdgeschoss stark betont. An der Westseite springt ein Mittelrisalit vor, dem in den beiden unteren Geschossen ein dreiseitiger Erker vorgesetzt ist. Im Risalit sind die Fenster des zweiten Obergeschosses rundbogig mit gerader Verdachung. Darüber erhebt sich ein Zwerchhaus mit Dreiecksgiebel. der Ein kräftiger Risalit betont die rechte Hälfte der Südseite. Anstelle eines Zwerchhauses springt hier das Mansarddach, das rundum mit stehenden Gauben besetzt ist, ebenfalls vor. Die nördliche Hausseite ist dreiachsig angelegt mit einem mittleren Fensterpaar im zweiten Obergeschoss, an das sich links ein kleiner Fachwerkerker anschließt. Der Eingang befinden sich auf der östlichen Gebäuderückseite in einer geschlossenen Ecklaube.                                                      |      |
| Ketschendorfer Straße 6 (Standort) Wohnhaus D-4-63-000-191                                                | Die Reihe der Biedermeierhäuser jenseits des Ketschentors wird von dem ebenfalls zweigeschossigen Walmdachhaus fortgesetzt, das 1836 für den Arzt Dr. Carl Berger errichtet wurde. Das Haus hat einen L-förmigen Grundriss, wobei sich die straßenseitige Fassade durch sieben Fensterachsen und mittigem Eingang sowie einem Balkon auf Konsolenpaaren völlig regelmäßig gliedert. 1899 ließ der Privatier Emil Appel durch Otto Leheis das Dach ausbauen. Leheis berücksichtigte hierbei die zentralisierende Gliederung, indem er ein zweiachsiges Zwerchhaus aufsetzte, das von zwei stehende Gauben flankiert wird. |      |
| Ketschendorfer Straße 8 (Standort) Wohnhaus D-4-63-000-192                                                | Das vierte und letzte der etwa zur gleichen Zeit entstandenen Biedermeierhäuser ist das traufständige zweigeschossige, 1837/38 von Friedrich Streib für den Schreiner Georg Samuel Eckardt erbaute Walmdachhaus an der Kreuzung Ketschendorfer Straße, Schützenstraße, Berliner Platz. Das auffallend große Haus wird durch sieben zu acht Fensterachsen gegliedert. Auf der längeren Seite gibt es wie beim Nachbarhaus einen konsolengestützten Balkon über dem aus der Mitte nach links gerückten Eingang, dem eine doppelte Podesttreppe vorgebaut ist. Zwischen dem Erdgeschoss, das auf einem unverputzten Kellergeschoss steht, und dem Obergeschoss verläuft um das Haus ein Profilgesims. Nach Süden wurde 1876 im Zuge des Dachausbaus für Rechtsanwalt Emil Sartorius ein bestehendes abgewalmtes Zwerchhaus von zwei auf vier Achsen erweitert und nach Osten und Westen dem Dach je eine Reihe von sechs stehenden Gauben aufgesetzt. Das Haus wurde 1981/82 umgebaut und modernisiert. Eine Fenster- und Fassadensanierung fand 1995 statt, wobei die besondere Wirkung des Hauses durch Fensterläden und achtteilige Sprossenfenster erhalten blieb. |      |
| Ketschendorfer Straße 11 (Standort) Villa Wunderlich D-4-63-000-193                                       | Ursprünglich umfasste das Grundstück, auf dem die 1891 wahrscheinlich von Max Frommann für den Privatier Wilhelm Wunderlich erbaute Villa steht, den gesamten Südsporn des Marienberges bis zum Haus Nr. 23, wo sich auch heute noch das damalige Gartenhauptportal befindet. Die jetzige Zufahrt zur Villa geschieht über die Hohe Straße. Von dem als englischer Garten angelegten Park und seinem Wegesystem ist fast nichts erhalten. Um der exponierten Lage gerecht zu werden, entwarf der Architekt einen mehrteiligen Ziegelbau mit Sandsteingliederungen in den Formen der Neurenaissance. Der Grundkörper des zum Hang traufständigen Walmdachbaus ruht auf einem Kellergeschoss, das durch die Hanglage als Vollgeschoss wirkt, wodurch das Erdgeschoss zum Hochparterre wird. Der rechten Seite der talseitigen Schaufassade ist ein fünfseitiger Erker mit Altane vorgesetzt, die linke Hälfte nimmt ein Risalit ein, dessen Walmdach ein Zwerchhaus mit zweistufigem Ziergiebel überragt. Ziergiebel dieser Art mit ausgeprägter Ornamentik aus Bänderungen, Hermenpilaster, Beschlagwerk, Volutenspangen und Pyramiden stehen an allen Seiten des Hauses. Während das Kellergeschoss an den Kanten von einer Rustika eingefasst wird, bilden darüber allseitig Eckverquaderungen in Zahnschnittform und glatte Bänder die Rahmung der durch ein Profilgesims geteilten Geschosse. Der Hauseingang befindet sich im Fuß des an der linken Seite stehenden Treppenhausturms, der mit einem Glockendach mit doppelter, spitz schließender Zwiebellaterne nach oben abschließt. Ein holzverkleideter dreiachsiger Wintergarten mit Altane steht auf Quadersockeln neben dem hangseitigen Risalit.                                                                                      |      |
| Ketschendorfer Straße 18 (Standort) Villa D-4-63-000-194                                                  | Das in Ziegel mit Sandsteingliederungen 1889 erbaute neubarocke zweigeschossige Wohnhaus steht mit seiner Nebenseite ohne Vorgarten unmittelbar an der Straße, da sich auf dieser Seite mit seinen vier Fensterachsen der Hauseingang befindet. Die Hauptfassade weist zur südlichen Gartenseite, an der, leicht aus der Mittelachse gerückt, ein dreiachsiger Risalit turmartig hervortritt und der das Mansarddach des Hauses mit seinem gekappten Walmdach überragt. Geohrte Fenster mit Keilsteinen über Brüstungsschürzen stehen im Erdgeschoss des Risalits, links daneben eine durch Spiegelpilaster geteilte Gruppe von Fenstertüren, die mit einer siebenstufigen Treppe den Gartenzugang bildet. Das erste Obergeschoss des Risalits zeigt eine durch Pilaster gegliederte Fenstergruppe, die von einem Hufeisen-Segmentbogen überfangen wird und deren Bank auf Konsolen ruht. Links vom Risalit befinden sich drei Rundbogenfenster mit Keilsteinen und Teilungssäulen unter einem durchgehenden Architrav. Durch profilierte Brüstungspilaster ist die Vertikale trotz der kräftigen Gesimsteilungen betont. Eckpilaster mit reichem Gebälk verbinden das erste und das als Attika gedachte zweite Obergeschoss des Risalits, wobei kräftige Rahmen die oberen drei Fenster umgeben. Ein Ziergiebel mit hochovalem Ochsenauge betont noch einmal die Mittelachse der Schaufassade. |      |
| Ketschendorfer Straße 20 (Standort) Villa D-4-63-000-1277                                                 | Die zweigeschossige, repräsentative Kleinvilla wurde um 1850 außerhalb der Stadt in einem großzügigen Garten errichtet. Das spätklassizistisch gestaltete Gebäude hat ein flachgeneigtes Pyramiddach. Relativ hohe Fensterformate und ein Konsolfries unter der Traufe prägen die Fassade. Teilweise ist die bauzeitliche Ausstattung, um 1885 entstanden, noch vorhanden. Dies sind unter anderem historische Bilder, die sich im ersten Obergeschoss und im Treppenhaus der Villa befinden, und architektonische Schreinerarbeiten im Eingangsbereich. |      |
| Ketschendorfer Straße 23 (Standort) Gartenportal der Villa Wunderlich D-4-63-000-687                      | An der Auffahrt zum Haus Nr. 23 steht ein Gartenportal, das ursprünglich den Eingang zum Park des Hauses Nr. 11 (Villa Wunderlich) bildete. Als 1937 das große Grundstück in mehrere Bauparzellen geteilt wurde, verblieb das Portal an seinem originalen Platz. Das 1907 von Hans Münscher entworfene Gartenportal besteht aus zwei mit Spiegelquadern gebänderten Pfeilern, die mit Echinus, Abakus und steigendem Karnies profilierte Deckplatten tragen. Das dreiteilige schmiedeeiserne Tor lässt sich für Durchfahrten ganz öffnen, für Fußgänger ist die einflügelige mittlere Tür bestimmt. Die untere Hälfte des Tors ist mit Spiegelblech verblendet, die obere Hälfte durch volutengestützte senkrechte Stangen unterteilt. Die geschwungenen Aufsätze der beiden Seitenflügel bestehen aus doppelten Volutenspangen, der höhere Aufsatz der mittleren Tür aus gegenständigen C-Spangen-Paaren, die von einer Blütenknospe nach oben abgeschlossen werden. |      |
| Ketschendorfer Straße 30 (Standort) Kapelle St. Nikolaus D-4-63-000-195                                   | Die Nikolauskapelle wurde 1442 an dem Weg von Coburg nach Ketschendorf neben einem Siechenhaus errichtet und dem heiligen Nikolaus von Myra geweiht. In den Jahren 1649/50 folgte eine Instandsetzung des Dachstuhls sowie eine Barockisierung durch Einbau eines neuen Altars und einer Holzkassettendecke. 1706 wurde auf das hohe Satteldach ein Dachreiter mit welscher Haube aufgesetzt. Im Rahmen der Nutzung als Synagoge wurde 1876 die Frauenempore erweitert und 1910 nach Plänen des Coburger Stadtbaumeisters Max Böhme durch eine überdachte Außentreppe zusätzlich erschlossen. Daneben entstand als Vorhalle ein massiver fünfseitiger Anbau. Die Kapelle weist einen Saalraum und einen sechsseitigen Altarraum mit drei Spitzbogenfenstern auf. Die Innenausstattung besteht unter anderem aus einem achteckigen, barocken Taufstein und spätgotischen, 1947 entdeckten, Fresken im Chor. Im Verlauf der Jahrhunderte wurde die Kapelle von vier christlichen Konfessionen und der jüdischen Gemeinde als Gotteshaus genutzt. Seit 1962 ist es eine altkatholische Kirche. |      |
| Ketschendorfer Straße 44 (Standort) Bürohaus, ehemaliges Wohnhaus D-4-63-000-196                          | Die folgende Zeile repräsentativer Mietswohnhäuser bildet mit den Hausnummern 44 bis 52 ein Kleinensemble, das 1904/05 entstand. Bauherr des Hauses Nr. 44 mit Fachwerk und historisierendem Dekor war der Fabrikant Joseph Fritz, Architekt Paul Schaarschmidt. Ursprünglich stand hinter dem Haus die lang gestreckte Halle der Korbwarenfabrik Rüping & Fritz (Haus Nr. 46). Etwa 1916 wechselte das Anwesen zum Metallwerk Haussknecht & Co., seit 1920 gehört es dem Metallwerk Max Brose & Co., heute Brose Fahrzeugteile GmbH. Der traufseitige zweigeschossige Halbwalmdachbau zeigt eine Mischkonstruktion aus verputztem Mauer- und offenem Fachwerk. Die rechte Straßenfront beherrscht ein Zwerchhaus aus Fachwerk mit dreiseitigem Erker und Ziergiebel. Das Erdgeschoss des Zwerchhauses wird von zwei großen, durch gedrungene Säulen geteilte Rundbogenfenster beherrscht, deren Umrahmung durch Putzaussparung erzielt wird. Die linke Fassadenhälfte weist über zwei ebenfalls durch Putzaussparung gerahmte Vorhangfenster eine geschlossene Fachwerklaube auf. Der Hauseingang befindet sich auf der rechten Giebelseite. Das mittige Treppenhaus dort ist aus der Fachwerkkonstruktion des Giebels ausgenommen und durch zwei große Fenster beleuchtet. Die linke Giebelseite wird durch Fenster mit Rustikarahmung und entsprechenden Teilungspfosten geprägt. |      |
| Ketschendorfer Straße 48 (Standort) Bürohaus, ehemaliges Wohnhaus D-4-63-000-197                          | Baugewerksmeister Hans Münscher erbaute 1904 auf seinem Grundstück das dreigeschossige giebelständige Satteldachhaus als Wohn- und Geschäftshaus mit dahinter liegender Schlosserwerkstatt. Es orientierte sich formal an der Neugotik und englischen Cottages. Während Erdgeschoss und erstes Obergeschoss in Massivbauweise, bei denen Eckquader durch Putzaussparungen gebildet werden, aufgeführt sind, bestechen das zweite Obergeschoss und die Giebel durch reich geschnitzte Fachwerkformen. Die rechte Fassadenhälfte wird durch einen Erker mit Fachwerkobergeschoss und geschwungenem Filialgiebel betont. Hierbei sind die neugotischen Formen gut zu erkennen: Ein Zinnenblendkranz schließt das Erdgeschoss mit drei gekuppelten Rundbogenfenstern ab, denen eine dreiteilige Fenstergruppe folgt. Im zweiten Obergeschoss befindet sich im Fachwerk ein vierteiliges Spitzbogenfenster. Auffällig ist die reiche Brüstungsschnitzerei. Auf der linken Seite schließt sich an den Erker eine Terrasse an, über der in jedem Geschoss Balkone angebracht sind. Das weit überstehende Satteldach wird von sechs Schleppgauben unterbrochen. Ein verschindeltes Zwerchhaus mit Dreiecksgiebel ragt über die rechte Traufseite des Hauses hinaus. 1991 fanden eine Fassadensanierung und 2001 Umbauarbeiten in allen Geschossen statt. |      |
| Ketschendorfer Straße 50 (Standort) Bürohaus, ehemaliges Wohnhaus und Gaststätte Püls Bräu D-4-63-000-689 | Ebenfalls von Hans Münscher stammt der dreigeschossige Walmdachbau an der Einmündung der Haußmannstraße in die Ketschendorfer Straße. Durch die Gestaltung seiner Fassaden und die Annexbauten wirkt das Gebäude wie ein Doppelhaus und passt sich dem gegenüberliegenden Doppelhaus desselben Bauherrn an. 1905 fertiggestellt, befand sich im Erdgeschoss die Gaststätte „Püls Bräu“, für die man noch 1956 die Fenster zur Ketschendorfer Straße vergrößerte, jene an der Haußmannstraße bleiverglaste und das Gastzimmer umbaute. Eine Nutzungsänderung 1999 zu Büros bedeuteten erhebliche Umbauten in allen Geschossen und eine erneute Vergrößerung von Fenstern. Das zur Ketschendorfer Straße traufständige Haus ist hier durch zwei dreiseitig hervortretende Eckrisalite gegliedert. Das Obergeschoss des rechten Risalits ist in Fachwerk aufgeführt. Darüber tritt ein bewegter Zwerchgiebel deutlich hinter die Traufkante zurück. Der linke Risalit ist ebenfalls dreigeschossig, aber ohne Fachwerk und Zwerchgiebel. Gedeckt ist er mit einer halbierten welschen Haube aus Kupferblech. Die Fronten beider Risalite sind zweiachsig angelegt, ihre Schrägseiten einachsig. Die Zwischenwandfläche ist zweiachsig gegliedert mit einer geschwungenen Gaube als Abschluss über der Traufkante. Die Obergeschosse der Schmalseite zur Haußmannstraße sind, abgesehen von einem risalitartig hervortretenden Vorbau mit Fachwerk-Zwerchgiebel, ohne Fenster. Der Hauseingang befindet sich auf der Rückseite. |      |
| Ketschendorfer Straße 52 (Standort) Mietshaus D-4-63-000-198                                              | Das 1905 von Hans Münscher erstellte dreigeschossige Mietshaus im Jugendstil gegenüber Nr. 50 bildet mit dem 1906 fertiggestellten Eckgebäude der Haußmannstraße l ein Doppelhaus. Auch wenn die Grundrisse der Häuser Nr. 50 und 52/1 gleichartig sind, zeigen sie jedoch ganz unterschiedliche architektonische Formen. Bei Nr. 52 liegt das Schwergewicht der Fassade durch einen Zwerchhausgiebel auf der linken Seite. Über den massiv erbauten Erd- und erstem Obergeschoss setzen sich das zweite Obergeschoss und das Zwerchhaus als Fachwerkkonstruktionen im traditionellen Rastersystem des späten 18. und frühen 19. Jahrhunderts fort. Auf der linken Erdgeschossseite tritt ein Risalit mit geböschter Quadereinfassung und einem kleinen Fußwalmdach hervor. Der Risalit weist eine Dreiergruppe von Fenstern auf, die von nach innen gewandten Maskarons flankiert ist. Im ersten Obergeschoss stehen links ein schwacher, bogenförmiger Erker mit drei Rechteckfenstern und rechts daneben ein großes Korbbogenfenster. Der Erker trägt im zweiten Obergeschoss eine mit Pultdach überdeckte Blendaltane mit Holzbrüstung, dahinter ein weiteres großes Korbbogenfenster. Rechts davon auf gleicher Höhe eine Dreiergruppe von zwei Rechteckfenstern und einem etwas überhöhten mit Segmentbogen. Rückwärtig präsentieren sich beide Doppelhaushälften mit parallelen, symmetrisch gegliederten Schopfwalmflügeln. Die in Fachwerk aufgeführte Giebelfläche des Hauses Nr. 52 ist verschindelt. Die Hofseite weist in der Mitte einen Treppenhausrisalit mit Filialgiebel auf, der von zwei gestuften Rustikabögen getragen wird. Das Treppenhaus ist im Original erhalten. 1988 wurden in den Obergeschossen die Fenster erneuert und 1997 eine Fassadensanierung durchgeführt. |      |

## Ketschengasse
| Adresse              | Beschreibung | Foto |
| -------------------- | --- | ---- |
| Ketschengasse (Lage) | Vom Marktplatz zum Ketschentor führt die Ketschengasse bogenförmig nach Süden. Sie ist der nördliche Abschnitt der schon im Mittelalter wichtigen Verkehrsachse Markt/Ketschendorf. Zwischen Markt und Ketschengasse 26, wo ehemals das Innere Ketschentor stand, besteht die Bebauung aus viergeschossigen, traufseitigen Häusern. Der folgende südliche Abschnitt war ursprünglich niedrig und locker bebaut und gehörte zur Ketschenvorstadt mit dem Säumarktbrunnen als Kern. Die meist dreigeschossigen Häuser vor dem Äußeren Ketschentor, das 1828 umgestaltet wurde, stammen aus dem 18./19. Jahrhundert. |      |

| Adresse Bezeichnung Akten-Nr.                                                  | Beschreibung | Foto |
| ------------------------------------------------------------------------------ | --- | ---- |
| Ketschengasse (Standort) Löwenbrunnen D-4-63-000-229                           | Die Häuserflucht der Ketschengasse springt bei den Häusern Nr. 13 und 15 um einige Meter zurück, sodass ein kleiner Platz entstand. Der dort stehende Brunnen wurde erstmals 1395 im Zusammenhang mit Haus Nr. 13 genannt, was auf eine frühe Marktfunktion dieses Straßenabschnittes hindeutet. Der heutige Brunnen stammt aus dem 17. Jahrhundert. Der aus einer kurzen dreiviertelrunden Säulentrommel bestehende Brunnenstock steht hinter dem runden Brunnenbecken mit wulstigem Rand. Den seitlichen Halt erhält der als mehrfach gegliederter Pfeiler erscheinende Stock durch zwei Volutenstützen auf quadratischer Plinthe. Über einer profilierten Platte wird der Stock durch einen Pyramidenaufsatz mit gekappter Spitze fortgesetzt. Auf einer letzten Deckplatte sitzt ein Löwe, der das Coburger Wappen hält. Somit ist der zur Ketschengasse gerichtete Löwenbrunnen als Hoheitszeichen der Stadt Coburg zu verstehen. |      |
| Ketschengasse (Standort) Säumarktbrunnen D-4-63-000-230                        | Die Ketschengasse erweitert sich an der Einmündung der Kuhgasse marktplatzähnlich. Seit 1800 steht hier der Säumarktbrunnen, ein Hinweis auf den hier seit etwa 1860, zuvor etwas weiter nördlich auf dem Albertsplatz stattfindenden Schweinemarkt. Im Brunnenbecken mit seinen acht gespiegelten Wänden und profilierter Einfassung steht mittig ein klassizistischer Obelisk. Sein gekehlter Sockel, dessen Spiegel Kränze tragen, ist rechteckig. Die Brunnenröhre ragt nach Süden. Auf den Seiten des Obelisken sind als Schmuck Wappentondi angebracht, darunter der Coburger Mohr. |      |
| Ketschengasse 1 (Standort) Wohn- und Geschäftshaus D-4-63-000-200              | Den Beginn der Ketschengasse markiert das viergeschossige, mit einem Satteldach versehene Traufseithaus, das gegen die Baulinie um die Tiefe einer Fensterachse vorspringt. Spätestens um 1600 erbaut, gehörte das in drei Fensterpaare gegliederte schmale Haus um 1780/90 dem Kanzlisten Carl Christian Link und seiner Tochter Sabina Katharina. zwischen 1802 und 1806 hielt in diesem Haus, das mittlerweile den Kaufleuten Johann Caspar und Johannes Zangerle gehörte, die katholische Gemeinde ihre Gebetsstunden ab. Im dritten, in Fachwerk aufgeführten Obergeschoss, ist eine historische figürliche Stuckdecke erhalten, die 1988 erneuert wurde. Das verschieferte Zwerchhaus wurde im 18. oder 19. Jahrhundert aufgesetzt. 1926 fanden im Erdgeschoss für eine Ladenerweiterung größere Umbaumaßnahmen statt, wobei das Schaufenster vergrößert und schließlich 1991 wieder zu einem Ladeneingang rückgebaut wurde. Im Hinterhof flankieren viergeschossige offene Holzlauben die Seiten. Die Hofrückseite bildet die Rückfront des Hauses Kirchgasse 8. Das Hofensemble wurde 1986 saniert, nachdem man ein Jahr zuvor dort einen mittelalterlichen Brunnen entdeckt hatte. |      |
| Ketschengasse 3 (Standort) Wohn- und Geschäftshaus D-4-63-000-201              | 1700 wurde das Haus in derselben Bauflucht wie Nr. 1 bereits als alter Bau mit vier Stockwerken, vier Stuben, einem Keller und einem Stall beschrieben. Es gehörte zu dieser Zeit Andreas Österreicher, der von 1611 bis 1624 Konrektor an der Ratsschule und danach ihr Rektor war. Das traufständige Satteldachhaus mit drei verputzten Fachwerkgeschossen über einem massiven Erdgeschoss wird durch fünfteilige Fenstergruppen gegliedert. Das im Sockel gebänderte Erdgeschoss ist durch ein stärkeres Profilgesims abgesetzt. Es wird durch zwei Bögen, einem Hauseingang mit schmaleren profilierten Rundbogen und einem breiteren korbbogigen Schaufenster geprägt. Hinter dem Haus schließt sich ein kleiner, allseitig umbauter Innenhof an. 1881 ließ Zinngießermeister Ferdinand Bagge das Dachgeschoss ausbauen, und 1906 wurde der Laden vergrößert. Hierbei verschob man eine der Innenwände nach links, was die ursprüngliche Symmetrie der Eingänge störte. Auch wurde das Kreuzgewölbe im Laden bei dem Umbau entfernt. 1983 erneuerte man die Fenster und renovierte die Fassade. |      |
| Ketschengasse 5 (Standort) Wohn- und Geschäftshaus D-4-63-000-202              | Dieses um 1700 erbaute, viergeschossige Walmdachhaus springt wie die Nachbarhäuser bis Nr. 13 deutlich aus der Bauflucht vor. 1700 wurde das Gebäude als „neues Haus, so ein Wirtshaus gewesen und Backgerechtigkeit gehabt“ beschrieben, was auf eine kurz vorher erfolgte Erbauung deutet. Wahrscheinlich handelte es sich um das Wirtshaus Zur Traube unter dem Besitzer Johann Christoph Brenner. Ein Umbau 1889 veränderte das viergeschossige, in Fachwerk aufgeführte Walmdachhaus mit massivem Erdgeschoss stark, in dem sich mittlerweile das Weinrestaurant Ratskeller befand. Ein weiterer Umbau 1928 vergrößerte die Gaststätte nochmals. 1958 zog ein Kaffeegeschäft ein. Sechs Achsen gliedern die drei Obergeschosse mit durchgängig gleichberechtigten Fenstern. Nur die Eckfenster auf der linken Schmalseite sind in der Höhe leicht versetzt. Im ersten Obergeschoss ist eine Stuckdecke erhaltenen, die anlässlich einer 1990/91 durchgeführten Modernisierung restauriert wurde. Den Innenhof begrenzen seitwärts zwei schmale viergeschossige Laubenflügel mit Balustersäulen, rundbogig ausgebildeten Ecken und geradem Sturz sowie rückwärtig ein viergeschossiges Gebäude mit Satteldach. Bei der Restaurierung des Hofensembles 1990/91 wurden spätere Einbauten wieder entfernt. |      |
| Ketschengasse 7 (Standort) Münzmeisterhaus D-4-63-000-203                      | Das Münzmeisterhaus zählt zu den bedeutendsten Bürgerhäusern Coburgs. Das Fachwerkgebäude entstand 1444 als dreigeschossiges Wohnhaus des Münzmeisters, genannt „von Rosenau“. Im 19. Jahrhundert wurde das Gebäude durch die Alexandrinenschule genutzt. Seitdem sind im Erdgeschoss zwei Geschäfte und in den Obergeschossen sowie später auch im Dachgeschoss insgesamt drei Wohnungen untergebracht. Das repräsentative Traufseithaus weist ein massives aus Sandsteinquadern bestehendes Erdgeschoss auf, das durch sechs Laubenbögen in der Ketschengasse gegliedert ist. Mittig ist der Hauseingang und Durchgang in den Innenhof angeordnet, rechts eine Tordurchfahrt zur Neugasse. Die vorkragende Fassade der beiden Obergeschosse besitzt zehn Fensterachsen. Es ist eine Holzfachwerkkonstruktion, die etagenweise auf Balkenköpfen mit Knaggen steht und in den inneren vier Feldern aus Ständern mit Andreaskreuzen besteht. Das Satteldach erhielt neben kleinen Schleppgauben im 18. Jahrhundert in der Ketschengasse zwei zweiachsige Walmdachgauben. |      |
| Ketschengasse 9 (Standort) Wohn- und Geschäftshaus D-4-63-000-690              | Das, wie das Rückgebäude im Kern zeigt, wohl mittelalterliche Traufseithaus mit Mansarddach stockte 1775 ein Mitglied der Seifensiederfamilie Staude auf drei Geschosse auf. Das Gebäude zeigt eine für seine Entstehungszeit typische Gestaltung: Über dem Erdgeschoss mit mittigem Zugang und seitlichen Schaufenstern 1975 modern gestaltet, sind die beiden Obergeschosse durch sechs Achsen gegliedert. Der vorkragende Oberbau auf massivem Erdgeschoss deutet auf eine verputzte Fachwerkkonstruktion hin. Die drei stehenden Gauben in der Mansarde stammen aus der jüngeren Baugeschichte des Hauses. 1862 wurde im Erdgeschoss ein Laden mit stichbogigen Schaufenstern und einem Ladeneingang eingerichtet, 1870 die Einrichtung einer Bäckerei im Erdgeschoss links und die Vergrößerung des Ladens zu einer Gaststube für den Bäckermeister und Bierbrauer Martin Schuster realisiert. 1875 erfolgte der Einbau eines zweiten Ladenfensters, 1881 einer Schlosserwerkstatt im Rückgebäude, in das 1903 die Backstube der Bäckerei verlegt wurde. 1933 erfolgte die Verkleidung der Erdgeschossfassade mit hellem Granit und schließlich 1938 der Umbau des gesamten Erdgeschosses in ein Café. Hierbei wurden eine massive Innenwand durchbrochen und dafür Stützen eingezogen, die das rechte Kreuzgewölbe tragen. 1975 zog man eine Holztrennwand zwischen Bäckerei und Café ein. Die Art des Aufbaus des Rückgebäudes spricht für ein ursprünglich eigenständiges Haus. Direkt an das Treppenhaus schließt sich nämlich ein steinerner unterkellerter Bau an. Es könnte sich um eine ehemalige Kemenate handeln. Das Erscheinungsbild des dreigeschossigen Fachwerkhauses mit seinem dreiachsigen Mittelrisalit, dessen ursprüngliches Zwerchhaus heute fehlt, deutet auf eine Neugestaltung im 18. oder 19. Jahrhundert hin, bei der die Fensterachsen rechts neben dem Mittelrisalit vermauert wurden. 1996 und 2001 wurde das Hinterhaus modernisiert und dabei die Fensterfront erneuert. |      |
| Ketschengasse 11 (Standort) Wohn- und Geschäftshaus D-4-63-000-691             | Ursprünglich, Erbauung durch einen Schlussstein von 1591 belegt, stand hier das Wirtshaus Zur Krone, später Zu den drei Kronen. 1865 gestaltete Paul Gehrlicher das Haus für den Posamentiermeister Gottlieb Stupe grundlegend um, wobei das bis dahin zweigeschossige, giebelständige Haus in einen dreigeschossigen Walmdachbau umgeändert wurde. Anstelle der Gaststätte richtete er ein Ladengeschäft ein, verlegte dabei den Hausflur von der Mitte an die linke Hausseite und schuf vier Schaufenster mit Rundbögen. Das Haus ragt um eine Fensterachse vor und bildet somit die nördliche Begrenzung der platzartigen Erweiterung der Ketschengasse vor den Häusern Nr. 13 und 15. Bei Umbauten 1978 wurden die Schaufenster nach innen versetzt, wodurch die Pfeiler mit den profilierten Rundbogenöffnungen die heutige Fußgängerpassage bildeten. Das Erdgeschoss ist gegen das erste Obergeschoss durch einen Zahnschnitt abgesetzt. Die Fenster sitzen direkt auf einer durchgehenden Brüstungszone auf. Eckbänderungen fassen die beiden Obergeschosse zusammen. Im zweiten Obergeschoss tragen die Fensterbrüstungen Festons, die zu einem Paar mit Mittelkranz zusammengefasst sind. Eine stehende Gaube, die deutlich hinter die Traufe zurücktritt, bildet den Abschluss der Fassade. |      |
| Ketschengasse 13 (Standort) Wohn- und Geschäftshaus D-4-63-000-204             | Als Besitzer des im Kern spätmittelalterlichen Hauses wurde bereits 1395 ein Cuncz Ryter genannt. Markant ist der Rücksprung der Häuserflucht bei Nr. 13 und 15, der die Ketschengasse zu einem kleinen Platz erweitert, der durch den hier stehenden Brunnen noch betont wird. Das im 18. Jahrhundert von zwei auf vier Geschosse erhöhte Traufseithaus mit Satteldach besteht im zweiten Obergeschoss aus einer verputzten Fachwerkkonstruktion. Die Fassade mit einer Teilung in zwei und vier Achsen wird durch die Korbbogenöffnungen im Erdgeschoss beherrscht. 1907 setzte man einen Portalrahmen mit profiliertem Korbbogen auf dorischen Kämpfern in die Mitte des Hauses. |      |
| Ketschengasse 15 (Standort) Wohn- und Geschäftshaus D-4-63-000-205             | Auch das 1522 erbaute Haus Nr. 15 war ursprünglich nur zweigeschossig und nur halb so tief wie heute. 1556 wurde die Gebäudetiefe verdoppelt. Das damals giebelständige Fachwerkhaus ließ der Schneider Hans Fischer 1614 grundlegend umbauen. So wurden die Fachwerkwände durch massive ersetzt und das Haus auf drei Stockwerke erhöht. 1919 baute man im Erdgeschoss einen Laden mit rundbogiger Zugangstür ein und erweiterte 1921 das Dachgeschoss zum Vollgeschoss, wobei die Traufe unter Beibehaltung der Firsthöhe um ein Geschoss angehoben wurde. Bei Umbauarbeiten 1991 legte man ein großes rundbogiges zweiflügeliges Sitznischenportal mit Wetzrillen frei. In den drei Obergeschossen sind die Fenster als Dreiergruppe und ein einzelnes Fenster angeordnet, die durch gemeinsame Brüstungsgesimse zusammengebunden sind. Die ehemalige Traufleiste über dem zweiten Obergeschoss bildet seit der Aufstockung ein kräftig profiliertes Gesims. |      |
| Ketschengasse 17 (Standort) Wohn- und Geschäftshaus D-4-63-000-692             | Das wie seine Nachbarhäuser Nr. 19 und 21 giebelständige Haus schließt die platzartige Erweiterung der Ketschengasse nach Süden hin ab. Das Vorderhaus wurde 1398 errichtet, das Hinterhaus 1521. Bei einem Ladeneinbau für den Juwelier Gotthold Bahmann versetzte man 1846 die Fenster in allen Geschossen. 1885 erfolgte die Vergrößerung des Ladens, wobei an der Stelle der Haustreppe die Kellertreppe anlegt wurde. 1911 senkte man den Fußboden im Laden ab und baute eine Schaufensteranlage ein. Drei Zweiergruppen von Fenstern gliedern die Fassade, wobei im ersten Obergeschoss ein durchgehendes Brüstungsgesims vorhanden ist. 1959 wurde der Laden erneut vergrößert und der Fußboden tiefer gelegt. Das Hinterhaus aus dem Jahr 1521 baute man 1998 zu drei Wohnungen um. 2019 wurde das Gebäude saniert. |      |
| Ketschengasse 19 (Standort) Wohn- und Geschäftshaus D-4-63-000-206             | Von dem ursprünglichen Anwesen mit Vor- und Rückgebäude aus dem 17. Jahrhundert steht seit 1993 nur noch giebelständig der straßenseitige Teil des Vorderhauses. Das in Fachwerk auf massivem Erdgeschoss erbaute Haus wurde 1730 als Mittelbau mit drei Stockwerken, drei Stuben, einem Gewölbe, einem Keller und einem Stall im Besitz des Nadlers und Brauers Johann Andreas Adami beschrieben. In der ersten Hälfte des 19. Jahrhunderts erfuhr, wie bei den Nachbarhäusern, die Fassade eine klassizistische Umgestaltung. Im Erdgeschoss befindet sich ein Ladengeschäft mit einem korbbogigen Portal mit Keilstein. |      |
| Ketschengasse 21 (Standort) Wohn- und Geschäftshaus D-4-63-000-207             | Das Baujahr dieses dreigeschossigen Giebelhaus ist im Stichbogen des von Pilastern gerahmten Portals auf der linken Seite mit 1825 angegeben. Bei dem Haus handelt es sich um eine verputzte Fachwerkkonstruktion über massivem Erdgeschoss. Rechts an das zweiflügelige Portal schließt sich ein Ladeneinbau an. Als Auftraggeber des Neubaus gilt der Hofadvokat Johann Friedrich Schemel, der das Anwesen mit Rückgebäude bald an den Büttnermeister Wilhelm Friedrich Mauer verkaufte. Ein durchgehender Profilsturz im ersten Obergeschoss vereinigt die vier Fenster zu einer Gruppe. Im Giebelfeld über dem zweiten Obergeschoss ist ein, die strenge Wirkung der Fassade auflockerndes Segmentbogenfenster eingelassen. 1925 erhielt der Laden ein größeres Schaufenster mit eigener Ladentür, die 1971 nochmals erneuert wurden. |      |
| Ketschengasse 22 (Standort) Wohn- und Geschäftshaus D-4-63-000-208             | Das Geschäftshaus, 1905 von August Berger nach Plänen von Carl Kleemann erbaut, diente zusammen mit dem Nachbarhaus 24 bis 1998 der Schlachterei C. Großmann als Produktionsstätte mit Verkaufsraum. Jedes der durch eine Wendeltreppe im hinteren Bereich verbundenen vier Geschosse bestand nur aus einem großen Raum. Die Jugendstilfassade des Hauses hebt sich von der überwiegend spätbarocken und klassizistischen Nachbarschaft reizvoll ab. Das traufständige Haus mit seinen geometrischen Formen und der strengen Symmetrie in den Obergeschossen ist ausgesprochen höhenbetont. Die Fenster der beiden Obergeschosse sind durch große Rundbogenblenden zu Bahnen zusammengeschlossen. Aufgelockert werden die drei Fensterachsen durch Triglyphen, die in die untere Fensterzone reichen, sowie durch ein Wellenprofil. Ein nach rechts verschobenes dreiachsiges Zwerchhaus mit geschwungener Giebellinie und einem niedrigeren Anbau mit Rund- und Schrägfenster hebt in der Dachzone die Symmetrie der Fassade bewusst auf. Ursprünglich wurde das Erdgeschoss von zwei Rundbogenöffnungen geprägt, die Schaufenster und Eingang zum Ladengeschäft bildeten. 1961 wurden die Bögen durch eine moderne Schaufensteranlage ersetzt und der Laden auf die gesamte Breite der Häuser 22 und 24 ausgedehnt. 1986 erfuhren alle Geschosse einen erneuten Umbau. |      |
| Ketschengasse 23 (Standort) Wohn- und Geschäftshaus D-4-63-000-209             | Das seit 1595 hier nachgewiesene Bäckeranwesen wurde 1833 in den Formen des strengen Klassizismus neu gebaut und 1893 und 1914 durch zusätzliche Ladeneinbauten verändert. Hierbei erfolgte der Einbau zusätzlicher Fenster, einer Eingangstür und eines korbbogigen Schaufensters zum Steinweglein sowie von zwei Ladentüren und drei korbbogigen Schaufenstern zur Ketschengasse. Beide Baumaßnahmen führte Maurermeister August Eckardt durch. In seiner großen kubischen Grundform mit dem flach geneigten Walmdach markiert das Eckhaus den Beginn des Straßenabschnitts Richtung Markt auffallend. Durchgehende Gesimse, die enge Reihung der Fenster mit ihren Sturzprofilen im ersten Obergeschoss und der Verzicht auf Eckeinfassungen betonen besonders die strenge Horizontalgliederung. |      |
| Ketschengasse 24 (Standort) Wohn- und Geschäftshaus D-4-63-000-210             | Bis 1890 stand hier ein zweigeschossiges, zur Ketschengasse giebelständiges Wohnhaus. Schlachtermeister Tobias Großmann ließ es 1890 abbrechen und an seiner Stelle von Carl Kleemann einen dreigeschossigen Neubau errichten. Ein Durchbruch zur Produktionsstätte und dem Laden der Hofschlachterei im Nachbarhaus Nr. 22 erfolgte 1914. 1968 vereinte man beide Läden zu einem Geschäft. 1986 wurde das Gesamtgrundstück Nr. 22–24 geteilt und in den bestehenden Fabrik-, Laden- und Wohngebäuden ein Kaufhaus eingerichtet. Das Neurenaissance-Eckhaus Nr. 24 setzt einen wichtigen baulichen Akzent an der Ecke Rosengasse/Albertsplatz. Die Hauptfassade des dreigeschossigen Mansardwalmdachbaus liegt an der Ketschengasse. Im Erdgeschoss ist die Gliederung in drei Rundbogenöffnungen und mittlerem Eingang erhalten. Die Mittelachse der Fassade wird durch einen Giebel mit beiderseits anschließenden Doppelfenster betont. Ornamentierte Brüstungen und Sturzgesimse auf Konsolen kennzeichnen das erste Obergeschoss. Eine ähnliche Gliederung zeigt die Fassade zur Rosengasse hin. Die Geschossgesimse ziehen sich um die gesamte Fassade herum. Ein Zahnschnitt ziert das Traufgesims, über dem ein dreiachsiges, von Pilastern gegliedertes und von Volutenspangen gestütztes Zwerchhaus steht. Die abgerundete Hauskante besteht in den Obergeschossen aus einer Eckquaderung. |      |
| Ketschengasse 25 (Standort) Wohn- und Geschäftshaus D-4-63-000-211             | Schon im frühen 18. Jahrhundert stand hier das Gebäude der Steinwegleinschule. 1796 wurde es abgerissen und neu gebaut. Die Schule bestand bis 1835, als der Hofadvokat Dr. Gottfried Erhardt das Anwesen kaufte. 1842 ließ er von Christian Heyn ein Zwerchhaus aufsetzen. Reinhold Erhardt, seines Zeichens herzoglicher Landrat, ließ 1881 ein Nebengebäude mit Treppenhaus an- und einen Laden in das Haupthaus einbauen. 1899 ging das Anwesen in Besitz des Konditors C. Fahrenberger über, der unter Einbeziehung des Anbaus anstelle des einen Ladens zwei einbauen ließ. Dies hatte eine Fassadenänderung zur Folge: Rechts und links eines Doppelfensters mit der Jahreszahl 1796 im Schlussstein befanden sich je drei weitere Schaufenster. 1906 erhielt der Anbau einen Fachwerkvorbau und es entstand eine Gartenlaube. 1966 wurde das Doppelfenster zu einem Eingangsportal umgebaut. 1968 kam eine Doppelgarage an der ehemaligen Stadtmauer hinzu. Im Dachgeschoss baute man 1976 eine Wohnung ein, 1980 wurden die Fenster erneuert und 1991 die Fassade renoviert. Besonders durch das mittig angelegte, rechtwinklige Pilasterportal mit seinem betonten Sturz blieb die ursprüngliche Gliederung der Steinwegleinschule erkennbar. Der zweigeschossige Mansardwalmdachbau mit Zwerchhaus ist im siebenachsigen Obergeschoss in Fachwerk ausgeführt. Das dreiachsige Zwerchhaus mit seinem kleinen Segmentbogenfenster im Giebelfeld prägt die Fassade in besonderer Weise. Reste der Stadtmauer sind in die rechte Nebenseite integriert, die hier in Quadern offen liegt. Eine Reihe von Mansardgauben behebt optisch die Unregelmäßigkeit der Nebenseiten. |      |
| Ketschengasse 26 (Standort) Laden D-4-63-000-693                               | 1317 stand hier bereits das Ketschenbad, auch Niedere oder Untere Badstube genannt, das seit dem Bau der Stadtmauer westlich an das an dieser Stelle nicht mehr bestehende Innere Ketschentor angebaut war. 1876 baute man das Bad zu dem Gasthaus Zum Deutschen Kaiser um, das bis 1905 als pavillonähnliches zweigeschossiges Mansardwalmdachhaus bestand. Bereits 1926 erwog man einen Teilabriss des Gebäudes, der schließlich 1956 durchgeführt wurde. Dabei wurde ein alter Brunnen freigelegt und zugeschüttet. Die Industrie-Förderungs-Gesellschaft der Stadt Coburg erbaute 1959 auf dem Restgrundstück einen eingeschossigen Ladenbau mit einer geschwungenen Flachdachung auf einer Säule als Passagenüberdeckung. Zur Rosengasse gliedert das Gebäude eine Fensterwand im Rastersystem, deren originale kleinteilige schwarz-weiße Keramikverkleidung erhalten blieb. Als typischer Bau der 1950er Jahre besitzt der Verkaufspavillon einen eigenen Charme, auch wenn er in der historistischen Umgebung merkwürdig fremd wirkt. 1970 erfolgte eine Ladenvergrößerung, bei der eine Außen- und eine Innenwand abgerissen wurden. 1984 wurden weitere Wände im Laden entfernt und Stahlstützen eingezogen. |      |
| Ketschengasse 27 (Standort) Wohn- und Geschäftshaus D-4-63-000-212             | Das neugotische dreigeschossige Mansardwalmdachhaus hat seine längere fünfachsige Seite zur Unteren Anlage, betont aber durch die winkligen Profilstürze der Fenster im ersten Obergeschoss und mit seinem polygonalen Eckerker seinen Stand in der Ketschengasse, wo es nur zwei horizontal stark gegliederte Fensterachsen besitzt. 1864 wurde der die Fassade beherrschende Eckerker errichtet. Ein Dreipassfries umzieht das Haus unter der Traufe. Im Erdgeschoss befindet sich ein durchgehendes großes Schaufenster. 1909 wurde eine zweite Dachgaube eingebaut, 1958 die Vergrößerung des Ladens durch Entfernung der Zwischenwände und Einbau von großen Schaufenstern vorgenommen. |      |
| Ketschengasse 28 (Standort) Wohn- und Geschäftshaus D-4-63-000-213             | Im 16. oder 17. Jahrhundert wurde dieses zunächst zweigeschossige und zur Ketschengasse giebelständige Haus als Kupferschmiede des Matthes Quarck erbaut, denn es wurde 1700 als altes Eckhaus mit zwei Stockwerken, zwei Stuben, einer Esse und einer Werkstatt beschrieben. Noch im 19. Jahrhundert saßen hier Kupferschmiede. 1862 erfolgte ein grundlegender Umbau durch Tobias Frommann für den Lebküchnermeister Jacob Wissmüller zu einem dreigeschossigen Walmdachhaus mit vierachsigem Zwerchhaus an der Nordseite und einer gleichmäßigen Befensterung. Die Ausrichtung des Hauses ist mehr zum Albertsplatz hin als zur Ketschengasse, denn die Zwerchhäuser auf der West- und Ostseite sind nur zweiachsig und entstanden erst 1893 im Rahmen eines Dachgeschossausbaus. Das Zwerchhaus auf der Südseite wurde 1926 von einer auf drei Achsen erweitert. 1934 kamen Dachgauben auf der Nord- und Ostseite hinzu. Das Erdgeschoss zur Ketschengasse hat seit 1862 zwischen drei Schaufenstern zwei Eingänge, einen zum Laden und einen ins Treppenhaus. Die zum Albertsplatz angeordneten Schaufenster und der Eingang eines zweiten Ladens entstanden 1884. Die Erdgeschossfassade wurde 1961 verputzt |      |
| Ketschengasse 29 (Standort) Wohn- und Geschäftshaus D-4-63-000-214             | Auf dem Keilstein des rundbogigen Pilasterportals des dreigeschossigen traufständigen Mansarddachhauses steht das Erbauungsjahr 1786. Die markante Erscheinung des Hauses beruht auf den sieben Fensterachsen und dem freigelegten Fachwerk in den Obergeschossen. Hier reihen sich die Fenster im orthogonalen Rastersystem aneinander. Die großflächigen Schaufenster auf der rechten Seite treten gegenüber der ehemaligen Hauseinfahrt auf der rechten Seite optisch deutlich zurück. Sie wurden 1909 eingebaut, gleichzeitig die vormals einfachen Gauben bei einem Dachausbau verdoppelt. Seither passen sie sich den Fassadenachsen an. 1926 folgte der Einbau einer weiteren Schaufensteranlage an der linken Seite. Die Rückgebäude, die sich bis 1970 hinter dem Gebäude befanden, wurden zur Erweiterung des Gymnasiums Albertinum abgebrochen |      |
| Ketschengasse 30 (Standort) Wohn- und Geschäftshaus D-4-63-000-694             | Das dreigeschossige Walmdachhaus mit seiner ausgeprägten Giebelfront erweckt im Gegensatz zum Nachbarhaus Nr. 32 den Eindruck eines traufständigen Hauses. Hierdurch passt es sich der gesamten Häuserreihe an. 1850 ließ der Kaufmann Heinrich Damnitz durch Maurermeister Andreas Hertha das Haus umbauen. 1869 und 1888 gab es zwei größere Umgestaltungen des Hauses durch Tobias Frommann: Zunächst wurden für den Blechschmied Theodor Niezel die ursprünglich kleinen und unregelmäßig angeordneten Fenster durch jeweils drei Fenster in den Obergeschossen und zwei im Dachgiebel ersetzt und 19 Jahre später im Erdgeschoss für den Restaurateur Johann Knorr eine Gastwirtschaft eingerichtet. Gleichzeitig baute man eine Doppelschaufensteranlage anstelle der rechten Tür ein und verschob die ursprünglich links angeordnete Eingangstür zur Mitte hin. Die Obergeschosse sind über einem Sandsteinquadersockel in Fachwerk aufgeführt Das durch ein Gesims abgesetzte Erdgeschoss lässt noch die Lage des ursprünglich links gelegenen Eingangs erkennen. Der Sturz über den durch Pilaster geteilten Doppelschaufenstern ruht auf fünf Volutenkonsolen. Eine zurücktretende Hausgaube betont die Mitte der in den Obergeschossen gleichmäßig gestalteten Fassade. Feuergassen trennen die Häuser Nr. 30 und 32 voneinander |      |
| Ketschengasse 31 (Standort) Wohn- und Geschäftshaus D-4-63-000-215             | Das um 1700 erbaute dreigeschossige Walmdachhaus bildet mit dem nahezu gleich großen Nachbarhaus Nr. 29 durch der seit 1980/81 freiliegenden Fachwerkkonstruktion in den Obergeschossen ein markantes Kleinensemble. 1730 wurde das dem Sattler Hans Georg Röhrer gehörende Anwesen als neues Haus mit drei Stockwerken, acht Stuben, einem Gewölbe und einem Keller beschrieben. Da dies nicht mehr den Gegebenheiten von 1879 entsprach, dürfte bereits gegen Ende des 17. oder Anfang des 18. Jahrhunderts ein Neubau errichtet worden sein. 1879 ließ der Kaufmann Ulrich Kapfer nämlich zwei rundbogige Eingänge und drei Fenster im Erdgeschoss entfernen und an ihrer Stelle eine Schaufensteranlage mit mittigem Portal und Pilastergliederung sowie zwei Ladengeschäfte einbauen. Die beiden siebenachsigen Obergeschosse weichen mit ihren durch drei aneinander gefügte Ständer in vier und drei Achsen von der Symmetrie des Erdgeschosses ab. Über der weit vorkragenden Dachtraufe treten zwei stehende Dachgauben deutlich zurück. Wie beim Haus Nr. 29 1970 wurden auch hier 1981/82 zur Erweiterung des Gymnasiums Albertinum sämtliche Hintergebäude abgebrochen. Das an der Rückseite vorgebaute Treppenhaus aus dem Jahr 1879 blieb dabei erhalten. |      |
| Ketschengasse 32 (Standort) Wohn- und Geschäftshaus D-4-63-000-216             | Das 1730 als Mittelbau mit zwei Stockwerken und drei Stuben beschriebene zweigeschossige giebelständige Mansarddachhaus stammt im Kern aus dem 17. Jahrhundert. Durch die für das Spätbarock charakteristische Fassadengestaltung im Erdgeschoss mit korbbogigem Ladenfenster, aus der Mitte nach links gerücktem Portal und den beiden Fenstern rechts, wirkt das Haus sehr malerisch. Erd- und Obergeschoss mit seinen fünf Fensterachsen sind durch gebänderte Eckeinfassungen zusammengeschlossen. Fensterschürzen betonen das Obergeschoss und das dreiachsige Mansardgeschoss mit Dachspitz. Eine Hofmauer mit Stichbogeneingang, die einen kleinen Hinterhof begrenzt, prägt die vierachsige Seite zur Kuhgasse hin. Umbaumaßnahmen in den Jahren 1970, 1976, 1988 und 1989 veränderten das Innere des Gebäudes. 1998 wurde ein Aufzug installiert. |      |
| Ketschengasse 33 (Standort) Wohn- und Geschäftshaus D-4-63-000-217             | Das mit acht Achsen lang gestreckte, heute dreigeschossige Traufseithaus wurde 1733 für den Nadler Johann Georg Heuberger zunächst zweigeschossig erbaut und 1843 durch Christian Heyn für den Bäckermeister Gottreich Bernhard Langguth aufgestockt, was man an der Unregelmäßigkeit der Obergeschosse erkennt. Auf massivem Erdgeschoss sind diese in verputzter Fachwerkkonstruktion ausgeführt. Bemerkenswert ist das Zurückweichen des linken Fassadenteils und die beiden nebeneinander liegenden Eingänge. Dies lässt auf den Zusammenschluss zweier Grundstücke mit ihren Häusern schließen. Zudem sind als Besitzer je einer Hälfte des Hauses 1727 der Bäcker Conrad Hofmann und sein Schwager Johann Georg Heuberger eingetragen. Der Keilstein des rundbogigen Portals links trägt die Initialen J G H. 1878 wurde zunächst ein Eingang zur Bäckerei im linken Rundbogenfenster geschaffen, 1928 ein neuer Eingang links neben dem Schaufenster eingebaut. Der Einbau eines Stehimbisses erforderte die Entfernung der Innenwand zwischen Laden und Stube. |      |
| Ketschengasse 37 (Standort) Wohn- und Geschäftshaus D-4-63-000-218             | Das Haus an der Ecke zur Oberen Salvatorgasse wurde zunächst 1363 eingeschossig erbaut. Ein weiteres Stockwerk wurde zwischen 1656 und 1680 aufgesetzt. 1700 wurde das Haus als altes Eckhaus mit zwei Stockwerken, einer Stube und einem Laden beschrieben. Im Auftrag von Sattlermeister Johann Heinrich Schubart kamen 1838 ein weiteres Geschoss und ein Walmdach hinzu. 1859 erfolgte der Einbau einer Ladentür und eines mittigen Fensters im Erdgeschoss für den Sattlermeister Ferdinand Wustlich, und 10 Jahre später versetzte man die Haustür von der Frontseite an die Obere Salvatorgasse. 1908 ließ der Kaufmann Albert Kopsch die Schaufensteranlage umgestalten. Umbauarbeiten im Inneren des Gebäudes vergrößerten 1910 Keller und Lager im Erdgeschoss. Das Erdgeschoss des auf seiner Schmalseite zur Ketschengasse hin mit drei Fensterachsen versehenen Hauses wird von einem modernen Ladeneinbau beherrscht. Nur im ersten Obergeschoss sind die Fenster durch Sturzgesimse betont. Ein Profilgesims umzieht zwischen dem ersten und dem zweiten Obergeschoss Vorder- und Seitenfront, an deren Eckseite wiederum eine Fensterreihe eingelassen ist. Die Anordnung der Fenster im zweiten Obergeschoss unmittelbar unterhalb der Traufe lässt auf eine Fachwerkkonstruktion zumindest in diesem Geschoss schließen. Die barocke Eingangstür in der Oberen Salvatorgasse wird von Triglyphen gerahmt, auf denen ein Profilsturz ruht. |      |
| Ketschengasse 39 (Standort) Wohn- und Geschäftshaus D-4-63-000-695             | Von dem im 16./17. Jahrhundert errichteten Eckhaus zur Oberen Salvatorgasse blieben bei einem Neubau, den 1881 Johannes Köhler für den Bäckermeister Georg Friedrich Müller ausführte, nur die Außenwände und einige Innenwände des Erd- und ersten Obergeschosses erhalten. Der dreigeschossige Neubau zeigt sich in den strengen Formen des Neoklassizismus und setzt damit einen besonderen baulichen Akzent in der Ketschengasse, vergleichbar mit dem Haus Ketschengasse 23. Die Gliederung der Fassade in sechs Achsen ist betont horizontal. Profilleisten fassen die Fensterbänder in den beiden Obergeschossen ein, jeweils nach oben und unten durch glatte Wandstreifen abgesetzt. Den Abschluss der Fassade nach oben bildet ein ornamentaler Konsolfries unter der weit vorkragenden Traufe, über der eine zweiachsige Gaube mit Pilastergliederung den Abschluss bildet. 1928 wurden die ursprünglichen Ladenfenster durch größere ersetzt, und 1989 die linken Erdgeschosshälfte zu einem Café ausgebaut, was wiederum eine Fassadenänderung zur Folge hatte. |      |
| Ketschengasse 40 (Standort) Wohn- und Geschäftshaus D-4-63-000-219             | Das im Zwickel der Einmündung der Kuhgasse in die Ketschengasse stehende Eckhaus besteht erst seit 1868, nachdem der durch einen Brand zerstörte Vorgängerbau des Eduard Röhrig auf zwei erhalten gebliebenen Außenmauern im Erdgeschoss dreigeschossig neu aufgebaut war. Der neue Eigentümer, Seilermeister Johann Nicol Preßel, ließ beim Neubau die Erdgeschossfassade umgestaltet und schon 1874 die Schaufensteranlage an der Ostseite ändern und im Dachgeschoss eine Wohnung einbauen. Durch alle drei Geschosse hindurch ist die Südfassade vierachsig und die schmalere Ost- und Westseite dreiachsig gegliedert. Das Erdgeschoss mit seinen gleich großen Schaufenstern besteht aus einer Sandsteinquadermauer. Werden die Obergeschosse optisch nicht geteilt, rahmen kräftige Gesimse das Giebeldreieck. Jeweils zwei 1902 aufgesetzte Dachgauben treten auf beiden Längsseiten des Satteldaches optisch wirksam hervor. |      |
| Ketschengasse 42 (Standort) Wohnhaus D-4-63-000-220                            | Der Leineweber Johann Anton Sturm ließ um 1800 das dreigeschossige Wohnhaus mit sieben Fensterachsen bauen. Die Geschosse über dem massiven Erdgeschoss sind in Fachwerk ausgeführt, das 1903 im Zuge einer Dacherweiterung um ein Zwerchhaus mit zwei Seitengauben verputzt wurde. Durch diesen Umbau vermittelt das traufständige Gebäude den repräsentativen Eindruck eines Giebelhauses und prägt so die platzartige Erweiterung der Ketschengasse. Das Erdgeschoss, ursprünglich symmetrisch angelegt mit zwei äußeren, rundbogigen Schaufenstern sowie Laden- und Haustür in der Mitte, wurde 1907 umgestaltet, was zur heutigen Asymmetrie führte. Zwischen 2017 und 2020 wurde das Gebäude saniert. Räumr für eine Praxis und fünf Wohnungen entstanden. |      |
| Ketschengasse 43 (Standort) Wohn- und Geschäftshaus D-4-63-000-221             | Der Ursprungsbau des dreigeschossigen Eckhauses Ketschengasse/Untere Salvatorgasse, dessen Giebelseite breiter ist als die Traufseite an der Ketschengasse, beherbergte bereits seit 1582 eine Kupferschmiede und wurde 1700 als altes Haus mit zwei Stockwerken, einer Werkstatt, einer Esse und einem Keller beschrieben. Es weicht zum Nachbarhaus Nr. 41 etwas von der Baulinie zurück. 1882 erfolgte der Ausbau des Daches und damit verbunden der Einbau von Fenstern in das Fachwerk der Giebelseite. Im Hinterhaus wurde für Schmiedemeister August Koch eine neue Schmiede eingerichtet. Die Gestaltung des freiliegenden Fachwerks der Giebelseite ist mit seinen Brüstungsfeldern mit Andreaskreuzen und gebogenen Rauten typisch für das 17. Jahrhundert. Die Geschosse springen bis in den Giebel des steilen, hohen und geknickten Satteldaches etagenweise leicht vor, was von der verputzten, siebenachsigen Traufseite nicht übernommen wird. Hier fehlen auch die horizontalen Gliederungen. 1914 erfolgte durch das Baugeschäft B. Brockardt im Erdgeschoss der Traufseite der Einbau von zwei großen Schaufenstern mit mittiger Ladentür für die Eisenhandlung Ferdinand Koch. Das seitliche Schaufenster an der Giebelseite entstand 1959. |      |
| Ketschengasse 44 (Standort) Wohn- und Geschäftshaus D-4-63-000-222             | Das zweigeschossige Satteldachhaus aus der Zeit um 1600 bildet zusammen mit zwei Seitenflügeln und einem Rückgebäude einen kleinen Innenhof und beherbergte bis ins 20. Jahrhundert eine Schmiede. Die links angeordnete, profilgerahmte Toreinfahrt wird in ihrem Korbbogen von einem Keilstein mit Löwenmaske abgeschlossen, über der eine Pferdekopf-Ampel das Gebäude als Schmiede ausweist. Fünf Erdgeschossfenster, deren Stürze durch ein Gesims über das Portal verlängert sind und so die optische Geschosstrennung übernehmen, sitzen in der Höhe des Portalkämpfers. Sieben Fensterachsen mit profilierten Rahmen gliedern das Obergeschoss. Schmiedemeister Ernst Schuhmann verlegte 1906 die im Vorderhaus untergebrachte Schmiede in das umgebaute Rückgebäude. |      |
| Ketschengasse 45 (Standort) Wohn- und Geschäftshaus D-4-63-000-223             | Zwischen Unterer Salvatorgasse und der Zufahrt zum Salvatorfriedhof steht auf einem schmalen Grundstück das traufständige, dreigeschossige Satteldachhaus, dessen Baujahr im Keilstein seines Portals mit 1737 angegeben ist und das mit seinen Rückgebäuden einen kleinen Innenhof umschließt. 1832 ließ die Weißgerberwitwe Anna Catharina Raab auf das ursprünglich zweigeschossige Haus ein Zwerchhaus aufsetzen, das aber bereits 1843 wieder verschwand, als Zimmermeister Ernst Resch im Auftrag des Kaufmanns Johann Heinrich Eberhard den Bau aufstockte. Die beiden Obergeschosse über dem durch ein Profilgesims abgesetzten Erdgeschoss mit Ladeneinbau weisen fünf Fensterachsen mit Mittelbetonung auf. Bis 1880 folgten Fenster- und Portalanordnung dieser vertikalen Gliederung, dann wurden die beiden rechten Fenster zu einem Schaufenster zusammengefasst. In das Erdgeschoss mit seinen genuteten Ecklisenen ließ 1951 zur Unteren Salvatorgasse hin der Kaufmann Johann Reblitz einen Laden mit Tür und Schaufenster einbauen. |      |
| Ketschengasse 48 (Standort) Wohn- und Geschäftshaus D-4-63-000-696             | Auf einem handtuchförmigen Grundstück bilden das im Kern aus dem 18. oder frühen 19. Jahrhundert stammende traufständige fünfachsige Haupthaus, zwei Rückgebäude und ein rückwärtiger Garten zwei Innenhöfe. 1857 wurde das Haus im Auftrag der Schneidermeisterwitwe Dorothea Stark von Friedrich Böhm grundlegend verändert: Es erhielt eine völlig neue Rückwand über zwei Geschosse und einen höheren Dachfirst. Schmiedemeister Andreas Schuhmann ließ 1883 im Erdgeschoss einen Laden mit Tür und Schaufenster auf der linken Seite einbauen. 1898 erfolgte dann unter Schlossermeister Ernst Weidmann durch Baurat Kleemann straßenseitig die Anhebung der Traufe um ein halbes Dachgeschoss und die Verlegung der Schmiede aus dem Haupthaus in das linke Seitengebäude. Die nachträgliche Erhöhung um ein Geschoss wird in der unterschiedlichen vertikalen Gliederung sichtbar: Während das erste Obergeschoss fünf unregelmäßige Fensterachsen aufweist, befinden sich im zweiten Obergeschoss sechs regelmäßige. Im rückwärtigen Garten steht ein gotisierender Pavillon aus Holz mit Zwiebelhaube aus dem Jahr 1920. |      |
| Ketschengasse 49 (Standort) Wohn- und Geschäftshaus D-4-63-000-224             | Das 1895 im Stil der Neurenaissance errichtete elegante Wohn- und Geschäftshaus weist im Erdgeschoss durch die Verwendung von Sandsteinquadern als Baumaterial eine Annäherung an das bald folgende Ketschentor auf. Es setzt sich deutlich von den schlichteren Fassaden seiner Umgebung ab. Da Trauflinien und Geschosshöhen der älteren Nachbarhäuser übernommen wurden, passt sich das dreigeschossige Traufseithaus diesen an. Der mittige Ladeneingang im Erdgeschoss, flankiert von zwei großflächigen Schaufenstern, sowie die jeweils zwei Fensterpaare mit Pilasterrahmung in den Obergeschossen betonen deutlich die Mittelachse des Hauses, verstärkt noch durch ein Zwerchhaus mit Dreiecksgiebel und zwei kleinen Fenstern in der Spitze. Fünf Reihen von Brüstungsgesimsen und Profilstürzen auf Konsolen nehmen die horizontale Fassadengliederung deutlich wahr. |      |
| Ketschengasse 50 (Standort) ehemaliges Handwerkerhaus D-4-63-000-225           | Ursprünglich waren Haus Nr. 50 und 52 zweigeschossig. 1842 wurden beide durch Zimmermeister Ernst Resch aufgestockt und unter ein gemeinsames Dach gebracht. Das dreigeschossige traufständige Satteldachhaus Nr. 50 hatte bis 1906 eine vom Erdgeschoss bis an die Traufe reichende Fachwerkfassade. Dann wurde der Erdgeschossteil durch eine massive Wand mit einer Rundbogentür und zwei großen Fenstern mit abgerundeten oberen Ecken ersetzt. Fünf regelmäßig angeordnete Fensterachsen in den horizontal nicht geteilten Obergeschossen gliedern die Fassade vertikal. Zwei stehende Gauben gliedern die Dachfläche. In dem Anwesen befindet sich seit spätestens 1873 eine Gastronomie. Als erster Inhaber ist der Restaurateur Joseph Reichardt eingetragen. Es folgte August Görauch, der 1881 auf dem hinteren Grundstück eine Kegelbahn bauen ließ. In neuerer Zeit wurde das Dach des Nachbarhauses Nr. 52 durch einen Ausbau dahingehend verändert, dass es keine Einheit mehr mit dem Haus Nr. 50 bildet. |      |
| Ketschengasse 54 (Standort) Hotel, ehemaliges Wohnhaus D-4-63-000-226          | Obwohl nur zweigeschossig, erreicht das 1863 erbaute Eckhaus an der Casimirstraße, ein traufständiges Satteldachhaus des Fabrikanten Dr. Friedrich Carl Ortloff, nahezu die Höhe des Nachbarhauses. Beide Geschosse hatten dadurch repräsentativere Zimmerhöhen. In der Fassade des von Carl Friedrich Wilhelm Streib in den Formen des späten Klassizismus errichteten Hauses springt ein breiter und flacher vierachsiger Risalit vor, neben dem die beiden Außenachsen zurücktreten. Ein Profilgesims trennt beide Geschosse. Das Kranzgesims unter der Traufkante wird aus einer Blendbogenreihe auf Konsolen gebildet. Bis 1945 war das Haus unmittelbar an den Flügelbau des Ketschentors (siehe Nr. 56) angebaut. Nach dem Abbruch und versetzten Wiederaufbau des Flügelbaus 1956 wurde das Haus Nr. 54 zum Eckhaus und die Lücke zum Neubau durch eine einfache, haushohe Mauer geschlossen. Dieses Eckgrundstück reicht nach Westen an die Casimirstraße heran und liegt direkt hinter der abgebrochenen Stadtmauer. 1992 wurde aus statischen Gründen der Backsteingewölbekeller mit Beton aufgefüllt. 2014/2015 wurde das Gebäude saniert und zu einer Erweiterung des benachbarten Hotels umgebaut. siehe auch Casimirstraße 5 |      |
| Ketschengasse 56 (Standort) Westlicher Flügelbau am Ketschentor D-4-63-000-227 | Der westliche Flügelbau des Ketschentors, als Pendant zum östlichen Flügelbau (s. Casimirstraße 7) mit diesem zusammen 1828 in den Formen der englischen Neugotik gebaut, steht seit 1956 nicht mehr an seiner ursprünglichen Stelle. Zunehmendes Verkehrsaufkommen in den 1930er Jahren auf der Hauptzufahrtsstraße Coburgs führte zu ersten Überlegungen, eine zweite Durchfahrt neben dem schmalen Ketschentor zu schaffen und dafür den Flügelbau zu versetzen. Der immer noch an alter Stelle stehende Flügelbau war schließlich 1945 den mit schwerem Gefährt anrückenden alliierten Truppen im Weg und wurde niedergelegt, um Schäden an den schmalen Durchfahrten der Stadttore zu vermeiden. So entstand eine Baulücke, die bis zum Wiederaufbau 1956 aus Anlass der 900-Jahr-Feier der Stadt Coburg blieb. Beim Wiederaufbau lehnte man sich an die früheren Pläne an und errichtete den westlichen Flankenbau um etwa 12 Meter nach Westen versetzt neu. Der Sandsteinquaderbau ist an den Ecken verstärkt Zwei Fensterachsen mit geteilten Vorhangbogen gliedern die Südfassade. Im Erdgeschoss befindet sich ein Ladengeschäft mit zwei rundbogigen Schaufenstern. Der Eingang zum Laden ist auf der schmaleren Ostseite zum Stadttor hin angelegt. Hier befindet sich auch der neue Durchfahrtsbogen. |      |
| Ketschentor (Standort) Torturm D-4-63-000-228                                  | Das Äußere Ketschentor ist ein fünfgeschossiger Torturm aus dem ersten Drittel des 14. Jahrhunderts. Als Teil der Befestigungen der Ketschenvorstadt bestand der Durchlass aus dem äußeren Tor, einer Stadtgrabenbrücke, die 1686 aus Stein erneuert wurde, und einem stadtseitigen Vortor mit zwei Türmen. 1713 erhielt das äußere Tor seine Welsche Haube mit überkuppelter Laterne. Brücke und Vortor verschwanden noch im 18., ein Mauerdurchbruch für Fußgänger kam im 19., ein weiterer für Fahrzeuge im 20. Jahrhundert hinzu. |      |

## Kirchgasse
| Adresse Bezeichnung Akten-Nr.                                   | Beschreibung | Foto         |
| --------------------------------------------------------------- | --- | ------------ |
| Kirchgasse (Lage)                                               | Die gewinkelte Kirchgasse führt von der Steingasse zum Kirchhof an der Morizkirche (Coburg). Sie hebt sich durch ihre im Vergleich zu den anderen Gassen rund um den Kirchhof größere Breite von diesen ab. Man vermutet anstelle der Häuser Kirchgasse 12, 14, 16 und Kirchhof 2, 2a, die alle nicht vor dem 16. Jahrhundert entstanden sind, einen frühen Marktplatz, an dem bis 1407 das erste Coburger Rathaus (Mittleres Kirchgässlein 6) stand. |              |
| Kirchgasse 2 (Standort) Cranach-Haus D-4-63-000-231             | Ursprünglich zusammen mit Kirchgasse Nr. 4 als Doppelhaus mit nur zwei Steingeschossen an der Ecke Steingasse/Kirchgasse angelegt, datiert nach dendrochronologischer Untersuchung seine Erbauung in den Zeitraum 1467/68. Als einer der Besitzer des Anwesens ist für die Jahre 1508–11 urkundlich ein Maler Lucas genannt. Hinter diesem Kürzel verbirgt sich Lucas Cranach d. Ä. Auch zu dieser Zeit trug das Haus noch keine Fachwerkobergeschosse. Diese kamen zusammen mit dem steilen Dach und einem Rundumverputz erst im 18. Jahrhundert hinzu. Zur gleichen Zeit wurde das zweiflügelige stichbogige Eingangsportal mit Profilrahmen und einem konsolformigen Volutenkeilstein neu gestaltet. 1882 erfolgte im Erdgeschoss für Schlossermeister Ferdinand Schilling der Einbau eines Ladens, dessen Eingangstür das mittlere der vorher drei Fenster an der Steingasse ersetzte. 1925 änderte man auch das rechte Fenster an der Steingasse in eine weitere Hauseingangstür. 1952 wurden Sandstein- und Fachwerkfassade vom Verputz befreit und renoviert. Zehn Jahre später erfolgte der Abbruch der Gebäudehälfte Kirchgasse Nr. 4, die durch einen Neubau ersetzt wurde. Unter dem Fenster neben dem Portal in der Kirchgasse war bis 2003 der heute vermauerte Rundbogen eines früheren Kellerhalses zu erkennen. Die Nordmauer der beiden Untergeschosse in der Steingasse nimmt einen schrägen Verlauf und folgt dem mittelalterlichen Straßenverlauf, während die später aufgesetzten Fachwerkobergeschosse der Bauflucht des 18. Jahrhunderts angepasst sind. Hierzu dienen an der im Erdgeschoss abgeschrägten Nordostecke zwei Knaggen. Ansonsten ruht das Fachwerk direkt auf der Mauerkrone. Die unterschiedliche Ausführung der beiden Obergeschosse in Art und Neigungswinkel deutet auf zwei Bauabschnitte hin. Während das Fachwerk im zweiten Obergeschoss auf der Ostseite stehende Mannfiguren im Wechsel von schmaleren und stärkeren Ständern verwendet, bestimmen im dritten Obergeschoss nahezu quadratische Gefache die Struktur. Da das hohe Walmdach keine Aufbauten aufweist, tritt es optisch wenig in Erscheinung. Im Inneren des Hauses ist ein quadratischer Keller mit Tonnengewölbe und im ersten Obergeschoss eine Stuckdecke erhalten. |              |
| Kirchgasse 6 (Standort) Wohn- und Geschäftshaus D-4-63-000-232  | Das im Kern aus dem 15. oder 16. Jahrhundert stammende Haus auf einem Grundriss mit im Erdgeschoss rechts angelegten Hausflur und rückwärtigem Treppenhaus erhielt seine heutige Gestalt um 1800 durch die fast vollständige Erneuerung der drei Obergeschosse. Metzgermeister Gottfried Beck ließ 1879 das bis dahin verputzte das Fachwerk wieder freilegen. 1894 zog Zimmermann Johann Geuß in allen Geschossen Innenwände ein. Die ursprünglich kleinen Fenster im Erdgeschoss wurden 1907 durch ein großes Schaufenster ersetzt, wobei der stichbogige Haus- und Ladeneingang auf der rechten Seite erhalten blieb. Die Obergeschosse, die durch ein profiliertes Gesims vom Erdgeschoss getrennt sind, kragen über dieses leicht vor. Die in drei vertikalen Achsen angeordneten Fenster der Obergeschosse sind in ein enges Fachwerkraster mit Schräghölzern in den Brüstungen eingespannt. Ein Profilgesims trennt das erste vom zweiten Obergeschoss. Die flache Dachneigung wurde durch die vorgegebenen Firsthöhen der Nachbarbauten notwendig. | rechtes Haus |
| Kirchgasse 7 (Standort) Wohn- und Geschäftshaus D-4-63-000-697  | Der Tuchmacher Philipp Gottlieb Rothgangel ließ 1819 das viergeschossige Walmdachhaus in Fachwerk über einem massiven Erdgeschoss errichten, in das man für Schuhmachermeister Julius Apel 1871 einen Laden einbaute und dabei das linke Fenster zur Ladentür und die beiden mittleren zu einem Schaufenster umgestaltete. Zusammen mit der rechts angeordneten Haustür blieb die symmetrische Struktur bis heute erhalten. Die Leibungen der Schaufenster und Türen sind durch gekehlte Fasen geschmückt. Das Erdgeschoss aus Sandstein wird durch ein Profilholz vom verputzten Obergeschoss getrennt. Dem Geschmack der Zeit gemäß verzichtete man auf weitere optische Horizontalteilungen, um die gleichmäßige vertikale Teilung durch vier Fensterachsen nicht zu stören und das Haus dadurch höher erscheinen zu lassen. Das Walmdach ohne Aufbauten kommt auf der Straßenseite über der vorspringenden Traufe kaum zur Wirkung. Im Zuge einer Fenstererneuerung 1987 entstand jedoch eine Dachgaube an der Hausrückseite. |              |
| Kirchgasse 8 (Standort) Wohnhaus D-4-63-000-233                 | Das bis 1698 als Rückgebäude zum Anwesen Ketschengasse Nr. 1 (s. dort) gehörende viergeschossige Haus besteht in seiner Substanz seit dem 17. und 18. Jahrhundert. Die zwei nach innen angeordneten Fensterachsen lassen das Haus sehr schmalbrüstig wirken. Seine Traufe ist deutlich niedriger angeordnet, als die annähernd gleiche Trauflinie der Nachbarhäuser. In das ursprünglich wie die Obergeschosse aus Fachwerk errichtete Erdgeschoss wurde 1964 die Front deckend eine Garage mit seitlichem Eingang eingebaut. Dabei ersetzte man die Fachwerk- durch massive Wände. Die 1949 vom Putz befreiten Obergeschosse sind in der typischen Fachwerkrasterform des 18. Jahrhunderts ausgeführt. Die nahezu quadratischen Flächen sind im zweiten und dritten Obergeschoss mit Schräghölzern, im vierten Geschoss zusätzlich mit Andreaskreuzen unter den Fensterbrüstungen ausgesteift. Der Grundriss entspricht dem des Nachbarhauses Nr. 6. Die Rückseite des Hauses begrenzt den Innenhof von Ketschengasse Nr. 1. | linkes Haus  |
| Kirchgasse 10 (Standort) Wohn- und Geschäftshaus D-4-63-000-234 | Das viergeschossige, in Fachwerk ausgeführte Traufseithaus stammt, bis auf das massive Erdgeschoss, aus dem 17. Jahrhundert. 1883 wurde das Fachwerk im Erdgeschoss durch Steinwände ersetzt und dabei die Straßenseite durch drei stichbogigen Tür- und Fensteröffnungen in Anlehnung an die alte Gestaltung eingebaut. Die im Ursprung erhaltene dreiachsige Fachwerkfassade weist im ersten und zweiten Obergeschoss regelmäßig gestaltete Brüstungen mit Andreaskreuzen und Rauten auf. Das dritte Obergeschoss, sehr viel schlichter im schmucklosen Rastersystem ausgeführt, wurde im späten 18. Jahrhundert aufgesetzt. Anschließend verputzte man die gesamte Fassade, wie es dem Zeitgeschmack entsprach. Erst 1958 wurden Fachwerk und Sandstein wieder freigelegt. Das Satteldach erreicht in Trauf- und Firsthöhe wieder die Linie der Häuser 2 bis 6. |              |
| Kirchgasse 12 (Standort) Wohnhaus D-4-63-000-235                | Im rechten Winkel zu seinem Nachbarhaus zeigt sich das verputzte dreigeschossige Fachwerkhaus mit seinen fünf Fensterachsen repräsentativ. Eine inschriftlicher Datierung trägt die Jahreszahl 1531. Dies stimmt mit dem von Amtsverweser Johann Benedikt Brumhardt 1701 gestellten Antrag überein, sein vor 170 Jahren erbautes, baufälliges Wohnhaus reparieren lassen zu wollen. In der folgte wurde das Haus einer Umgestaltung unterzogen. 1863 ließ der Kaufmann Ernst Saul an der linken Erdgeschossseite einen Laden einbauen. Zwei weitere folgten und die drei wurden 1957 zu einem Geschäft zusammengefasst. Anfang der 2020er Jahre wurde das Anwesen umgebaut. Zwischen dem Erdgeschoss und der Obergeschossunterkante verläuft trennend ein Gesims. Die Hauskanten schmücken genutete Lisenen. Die Fenster sind durch Schürzen zu vertikalen Bahnen zusammengezogen. Kleine Schleppgauben zieren das Walmdach. Im kleinen Garten hinter dem Haus ist eine barocke Balustrade mit Mitteltreppe erhalten. Die rückwärtige Hausfassade hat ein Zwerchhaus mit Segmentbogenfenster. |              |
| Kirchgasse 14 (Standort) Wohn- und Geschäftshaus D-4-63-000-236 | Das dreigeschossige fünfachsige Traufseithaus, wohl im Kern aus dem 15. Jahrhundert, erhielt im späten 18. Jahrhundert eine klassizistische Fassadengliederung. 1901 ließ der Metzger Elias Müller im Erdgeschoss rechts eine Haustür und mittig anstelle des ursprünglichen Eingangs ein stichbogiges, von zwei dorisierenden Pilastern gerahmtes Schaufenster sowie links daneben eine Vitrine einbauen. Bei diesem Umbau wurden auch die Innenwände verändert. Das Erdgeschoss wird nach oben durch ein gekehltes Profilgesims abgeschlossen. In den beiden Obergeschossen, die in Fachwerk ausgeführt sind, sind die Fensterbahnen durch stuckierte Fensterschürzen mit Girlanden und ein kartuschenförmiges Brüstungsfeld mit alter Firmeninschrift vertikal betont. Genutete Lisenen fassen die Hausecken ein. Ein 1864 aufgesetztes, von Pilastern gerahmtes zweiachsiges Zwerchhaus mit Schleppdach und seitlich angebauten Pultdachgauben betont die vertikale Gliederung. |              |
| Kirchgasse 16 (Standort) Wohn- und Geschäftshaus D-4-63-000-870 | siehe Kirchhof 2a |              |

## Kirchhof
| Adresse         | Beschreibung | Foto |
| --------------- | --- | ---- |
| Kirchhof (Lage) | Der Kirchhof, auf den sternförmig sechs Straßen oder Gassen einmünden, war im 12. Jahrhundert der Mittelpunkt der ersten stadtähnlichen befestigten Kernsiedlung Coburgs. Der Bau der Morizkirche bildete den Mittelpunkt. An den Kirchhof, einem nachgewiesenen Friedhof neben der Kirche, schloss sich der erste Marktplatz an, der nach und nach überbaut wurde. 1256 ist unmittelbar neben der Kirche eine Propstei mit Kapelle belegt. Zwei- bis viergeschossige Bürgerhäuser sind um die gotische Pfarrkirche gruppiert. Östlich und südlich der Stadtkirche stehen entlang dem ehemaligen Kirchenfriedhof niedrige zweigeschossige Vikarierhäuser. |      |

| Adresse Bezeichnung Akten-Nr.                                  | Beschreibung | Foto        |
| -------------------------------------------------------------- | --- | ----------- |
| Kirchhof 1 (Standort) Pfarrkirche St. Moriz D-4-63-000-238     | Die evangelisch-lutherische Stadtkirche St. Moriz ist die älteste Kirche Coburgs. Sie geht zurück auf eine romanische Basilika aus dem 12. Jahrhundert, von der noch Fundamentreste vorhanden sind. Der älteste Teil der heutigen Kirche ist der gotische Ostchor und stammt aus dem Jahr 1330. Der Westchor wurde von 1420 bis 1454 gebaut, die Grundsteinlegung für die Türme erfolgte 1450. Erst 1586 war der 72 Meter hohe Nordturm fertiggestellt, der unvollendete Südturm, auch Rabenturm genannt, hat seine heutige Gestalt seit 1633. Um 1520 wurde der Bau des eigentlichen Kirchengebäudes, ein spätgotisches dreischiffiges Langhaus, begonnen und war erst Ende des 16. Jahrhunderts beendet worden. Herzog Johann Casimir ließ 1598 in Kirche seinen Eltern Johann Friedrich der Mittlere und Elisabeth von der Pfalz, die in 28-jähriger Gefangenschaft gestorben waren, durch den Bildhauer Nikolaus Bergner ein zwölf Meter hohes Alabaster-Grabmal setzen, das zu den schönsten Renaissanceepitaphen in Deutschland gezählt wird. 1601 veranlasste er zusätzlich die Querabteilung des Langhauses gegen den Ostchor durch den Fürstenstand. Unter Herzog Franz Josias wurde die Morizkirche schließlich zwischen 1740 und 1742 im Inneren barockisiert. Seitdem ist das Gotteshaus, abgesehen von Erhaltungsarbeiten, unverändert. | Morizkirche |
| Kirchhof 2 (Standort) Wohnhaus D-4-63-000-239                  | Das dreigeschossige traufständige Satteldachhaus wurde 1455 als Ratslehen erstmals erwähnt. Ein einachsiger, über dem Erdgeschoss kräftig vorspringender und dreiseitig mit Fenstern versehener Rechteckerker auf Doppelarkaden ragt mit seinem Zwerchhaus bis in das Dachgeschoss. Beiderseits fügen sich je zwei Fensterachsen an. Die Lage der Fenster knapp unterhalb der Geschossoberkanten und die Überstände der Obergeschosse lassen verputzte Fachwerkkonstruktion vermuten. Im Erdgeschoss mit Mauern aus Sandsteinquadern befinden sich neben der rechts angeordneten Haustür drei schlanke Stichbogenöffnungen mit Schaufenstern und Ladeneingang. Diese Aufteilung wurde 1876 vom Frauenverein veranlasst, dem das Gebäude 1858–1937 gehörte. Zuvor waren in dem Wohnhaus 1638–1837 Superintendenten, Advokaten und Professoren untergebracht und danach bis 1858 das Herzogliche Konsistorium und das Ernst-Albert-Seminar. |             |
| Kirchhof 2 a (Standort) Wohn- und Geschäftshaus D-4-63-000-870 | Das Eckhaus, das durch seine beiden Eingänge sowohl zur Kirchgasse 16 als auch zum Kirchhof 2a gehört, stammt in seinem Kern aus dem 16. Jahrhundert. 1700 wurde es als „leer stehend und verfallen“ beschrieben, mit drei Stockwerken, drei Stuben und einem Keller. Der Wiederaufbau als Diakonatsgebäude erfolgte erst im frühen 19. Jahrhundert. Über dem massiven Erdgeschoss wurden zwei Fachwerkgeschosse errichtet, deren Fassade zum Kirchhof 1883 erneut durch den Einbau von höheren Fenstern verändert und das gesamte Haus verputzt wurde. Zudem hatte man die Eingangstür zugunsten eines weiteren Fensters entfernt. Dies wurde bei einem Ladeneinbau 1986 rückgängig gemacht. Auf einem quadratischen Grundstück errichtet, ist das Haus baulich der Kirchgasse zuzurechnen. Die Giebelstellung zum Kirchhof steht den sonst dort stehenden Traufseithäusern entgegen. Zum Kirchhof weist der Giebel ein Kehlgesims, zur Kirchgasse einen Zahnschnitt auf. |             |
| Kirchhof 3 (Standort) Wohnhaus D-4-63-000-240                  | Im Kern spätmittelalterlich mit einem 1994 entdeckten spätgotischen Türbogen, entstand 1866 das bis heute erhaltene Aussehen des dreigeschossigen Traufseithauses mit hohem Satteldach durch Schreinermeister Heim, der die Fassade verändern und die vordere Dachtraufe erhöhen ließ. 1910 wurde dies an der Hofseite nachgeholt. 1920 wurde der First um einen Meter abgesenkt, um ihn an die der Nachbarhäuser anzupassen. Als verputzte Fachwerkkonstruktion über massivem Erdgeschoss erbaut, zeigt die Anordnung der Fenster in den Obergeschossen eine deutliche Zweiteilung. Auch das Erdgeschoss wirkt, durch drei rechts vom Eingang angeordnete große gefaste Rechteckfenster im Gegensatz zu den beiden kleineren Fenstern auf der linken Seite, zweigeteilt. Profilgesimse trennen die Geschosse. 1903 zog im Erdgeschoss die Werkstatt des Schreinermeisters Carl Bauersachs ein, in neuerer Zeit ein gastronomischer Betrieb mit Nutzung des überdachten Innenhofs. Von dem abgebrochenen Anwesen Bahnhofstraße 38 stammt die heutige Haustür. |             |
| Kirchhof 4 (Standort) Wohnhaus D-4-63-000-241                  | Ursprünglich standen an dieser Stelle zwei kleine Hofstätten, die 1606 zum Neubau eines Kirchnerhauses zusammengefasst wurden. Bei dem durch schmale Feuergassen von den Nachbargebäuden getrennten dreigeschossigen traufseitigen Satteldachhaus handelt es sich um ein Fachwerkhaus über teilweise massivem Sockel. In den Obergeschossen siebenachsig, im Erdgeschoss mit einer vertikalen Achse weniger, zeigt sich die Fassade nach einem Umbau wahrscheinlich im späten 18. Jahrhundert etwas unruhig. Bemerkenswert ist der rechte von zwei Zugängen in der linken Hausseite, der eine vierfach gefelderte Haustür aus der Mitte des 18. Jahrhunderts mit Oberlicht besitzt. Bis auf den durch das Fachwerk bedingten leichten Übersprung des dritten Geschosses ist auf eine Fassadengliederung völlig verzichtet worden. 1987 erfolgte eine Sanierung des Hauses als Ämtergebäude. Dabei wurde eine rückwärtige, dreigeschossige Holzaltane freigelegt, deren Struktur mit engem Rastersystem, Riegeln und Schräghölzern nahelegt, dass es sich um eine frühere, weiter zum Hof gelegene Fachwerkfassade handelt. |             |

## Kleine Johannisgasse
| Adresse Bezeichnung Akten-Nr.                                              | Beschreibung | Foto |
| -------------------------------------------------------------------------- | --- | ---- |
| Kleine Johannisgasse (Lage)                                                | Im Haus Nr. 6 existierte im 14. Jahrhundert die Obere Badstube. Johannes der Täufer, der gerne mit dem Badewesen in Zusammenhang gebracht wurde, dürfte der Namenspatron für die Kleine Johannisgasse gewesen sein, die zwischen Theaterplatz, Großer Johannis- und Spitalgasse verläuft. |      |
| Kleine Johannisgasse 1 (Standort) Portalrahmung D-4-63-000-243             | Das denkmalgeschützte Objekt an diesem 1965 neu erbauten Haus ist das vom Vorgängerbau übernommene Portal. Es stammt, wie der Keilstein mit einem dreimastigen Segelschiff angibt aus dem Jahr 1732. Auf zwei neuen Pfeilern ruht ein zweibündiger Korbbogen mit profiliertem Rahmen. Die Jahreszahl bezieht sich auf einen Umbau des früheren Hauses durch den damaligen Besitzer Schreinermeister Georg Sebastian Großkopf. Das Haus war seit 1802 Ratslehen und wurde überwiegend von Handwerkern bewohnt. |      |
| Kleine Johannisgasse 2 (Standort) Wohn- und Geschäftshaus D-4-63-000-244   | Der trapezförmige Grundriss des aus dem 16. Jahrhundert stammenden giebelständigen und zweigeschossigen Fachwerkbaus mit drei Achsen ist bedingt durch den Knick der Kleinen Johannisgasse an dieser Stelle. 1607 kaufte es Herzog Casimir zur Nutzung als Wagen- und Schütthaus. 1775 wurde es von dem Weber Johann Martin Hübner umgebaut und dabei das Erdgeschoss massiv erneuert, was die Jahreszahl und die Initialen auf dem Keilstein des Portals belegen, das von einem wulstig profilierten Bogen auf glatten Pfosten mit abschließenden Kämpfern gebildet wird. 1928 baute man einen Laden ein mit Schaufenster anstelle zweier kleiner Fenster. |      |
| Kleine Johannisgasse 3 (Standort) Wohn- und Geschäftshaus D-4-63-000-245   | In Fachwerk entstand 1816 das dreigeschossige und dreiachsige Traufseithaus als Neubau eines nicht näher nachgewiesenen Hauses. Das Erdgeschoss wurde später massiv erneuert. Der ursprüngliche Innenhof wurde 1875 mit einem Seitenflügel und einer rückwärtigen Erweiterung teilweise überbaut. 1881 erfolgte der Ausbau des Ladens. Erdgeschoss und Obergeschosse werden durch ein vom Fachwerk bedingtes Profilgesims getrennt. Die Fenster des ersten Obergeschosses sind durch eine gerade Verdachung mit Zahnschnitt hervorgehoben. Das Satteldache mit seinen zwei Hausgauben tritt kaum optisch auf. |      |
| Kleine Johannisgasse 4 (Standort) Wohn- und Geschäftshaus D-4-63-000-698   | 1702 wurde das Hau als baufällig bezeichnet. Bürgermeister Johann Sebastian Martini kaufte es und ersetzte es durch einen Neubau. Das neue, dreigeschossige traufständige Haus wurde als Fachwerkkonstruktion über massivem Erdgeschoss errichtet. Die Einteilung der Fassade in 1:3 Fensterachsen ist nicht untypisch und findet sich im Nachbarhaus wieder. Die zwei korbbogigen Schaufenster im Erdgeschoss stammen aus neuerer Zeit, der linke Eingang hatte bis 1988 einen geraden Stutz. Das Erdgeschoss ist durch ein leichtes Profilgesims von den Obergeschossen getrennt. Unter der Traufe läuft ein Konsolgesims. |      |
| Kleine Johannisgasse 5 (Standort) Gasthaus Bratwurstglöckle D-4-63-000-246 | Das Haus wurde 1414 als „bey der obern Badstuben“ erwähnt. 1445 trug es den Namen An der Mawer. Ursprünglich umfasste das Anwesen die gesamte Hofstatt Haus Nr. 5 und Theaterplatz 4a und wurde erst 1876 in zwei Grundstücke geteilt. 1730 gehörte das gesamte Anwesen dem Gold- und Silberhändlers Johann Sommer und wird Eckhaus, halb neu und halb mittel Bau, 3 Stockwerk mit 6 Stuben, l Gewölbe, 2 Keller beschrieben. Das Wappen an Theaterplatz 4a trägt die Jahreszahl 1738 am Portal und weist den fürstlich hildburgischen Sekretär Johann Martin Sommer als Besitzer aus, der hier eine Erziehungsanstalt für Schullehrer betrieb. 1811–1839 war hier das Ernst-Albert-Seminar untergebracht. 1873, noch vor der Grundstücksteilung, wurde das Erdgeschoss zur Gastwirtschaft umgebaut. Die Nutzung als Gaststätte hat sich seitdem erhalten. 1913–1928 etablierte sich die Weinstube und anschließend das Bratwurstglöckle mit Erweiterung des Gastzimmers, einer Änderung des Eingangsportals zu einem Doppelfenster und einen Neubau der WC-Anlagen. Das Haus hat mehrfach seine äußere Erscheinung verändert. Vor 1873 betonte die Dreiergruppe der inneren Fenster in den beiden Obergeschossen über dem Portal die Mitte des Hauses. Beim Umbau in ein Wirtshaus wurde das Portal nach rechts versetzt, wobei der frühere Standort links zwar als Fenster umgestaltet wurde, aber dennoch im Bogen das sprechende Wappen Johann Martin Sommers behielt, das seine Namensallegorie in Gestalt einer Schnitterin mit Sichel und Ähren über der Helmzier zeigt. |      |
| Kleine Johannisgasse 6 (Standort) Wohnhaus D-4-63-000-247                  | Anfang des 14. Jahrhunderts wurde hier, belegt durch die Herren von Schaumberg, die Obere Badstube betrieben. Baugeschichtlich besteht das Eckhaus aus ursprünglich zwei Häusern des 14. Jahrhunderts. 1721 wurde es neu errichtet und mit dem Nachbarhaus vereinigt. Mit dem Verkauf des Anwesens 1858 an den Hofmusiker Haas erlosch die Badergerechtigkeit. Die Fensteranordnung im Erdgeschoss und ersten Obergeschoss zeigen deutlich die ursprünglich zwei Häuser. Carl Kleemann stockte 1893 das Haus auf und glich es dem Nachbarhaus mit einem einheitlichen Satteldach an. Die traufseitige Fassade erhielt dabei ein dreiachsiges mittiges Zwerchhaus. |      |
| Kleine Johannisgasse 7 (Standort) Wohnhaus D-4-63-000-871                  | Der Bau des Hauses liegt vor 1592, denn ab dann wurde es als Ratslehen geführt. 1653 wird das Haus bereits als alt mit zwei Stockwerken und zwei Stuben beschrieben. Im Inneren besteht eine Holzspindeltreppe aus dem 16. oder 17. Jahrhundert. Der Keller mit Tonnengewölbe stammt ebenfalls aus der Erbauungszeit. Schuhmachermeister Johann Christoph Ortloff ließ 1839 Fenster und Tür im Erdgeschoss einbauen. Jahreszahl und Initialen (C+O 1839) befanden sich bis 1993 über der Eingangstür. Das giebelständige Handwerkerhaus mit massivem Erdgeschoss und Obergeschoss aus verputztem Fachwerk trägt eine Dachstuhlkonstruktion sowohl mit einseitiger Anblattung wie auch mit Verzapfung. Im ausgehenden 19. Jahrhundert wurde die Werkstatt im Erdgeschoss zu einem Ladengeschäft umgebaut. Bei einer Gesamtsanierung 1993/94 wurde der Laden vergrößert und dabei Stahlstützen und Stahlunterzüge eingebaut. |      |
| Kleine Johannisgasse 8 (Standort) Gasthaus Münchner Hofbräu D-4-63-000-248 | 1393 wurde erstmals eine bis zur Großen Johannisgasse reichende Hofstatt an dieser Stelle urkundlich erwähnt. Eigentümer waren die Münzmeister von Rosenau (s. Ketschengasse 7). 1454 bis 1526 war das Grundstück im Besitz des Karmelitenklosters Bamberg. Danach zeigte sich folgende Einteilung: Das Haupthaus der Hofstatt stand in der Großen Johannisgasse 3, im Bereich der Kleinen Johannisgasse 8 lagen Neben- und Hintergebäude mit einer Gaststube mit Veranda, einem Garten und einer Kegelbahn. 1526 begann man, die relativ große Hofstatt durch Teilungen und Verkäufe zu verkleinert. 1817 bis 1858 war im Garten die Kleinkinder-Bewahranstalt der Marienschule untergebracht, der man einen Gartensaal errichtete. Von 1864 bis 1886 wurden die Gebäude als Gaststätte mit Kegelbahn der Restaurateurs August Schubarth genutzt und 1886 um ein Hinterhaus erweitert. In den Folgejahren kam es in rascher Reihenfolge zu zahlreichen An- und Umbauten, bis schließlich 1897 Baurat Carl Kleemann eine Überformung des noch eingeschossigen Gebäudes der Kegelbahn, die in den Innenhof versetzt wurde, mit dem anschließenden zweigeschossigen Gebäude an der Kleinen Johannisgasse durchführte und den nunmehr durchgehend zweigeschossigen Bau einer einheitlichen Fassadengestaltung unterwarf. Die Hintergebäude blieben stehen. Eines wurde 1926 von Arthur Bergmann für den Katholischen Hausverein aufgestockt, um einen Saal im ersten Obergeschoss zu erhalten. Das Staatliche Hofbräuhaus München erwarb 1931 das Anwesen. Seitdem befindet sich das Relief mit dem Münchner Kindl über dem Hauptportal. 1971 überdachte man einen Teil des Innenhofes. Die lang gestreckte Straßenfassade mit ihren elf Fensterachsen weist nach der dritten Achse von rechts einen Fassadenknick auf, der den früheren Übergang von Gasthaus zur Kegelbahn markiert. Die Fenster des zweigeschossigen traufständigen Satteldachhauses sind unregelmäßig angeordnet, die Eingangstür befindet sich rechts der Mittelachse. Eine zwerchhausartige Gaube mit vier Achsen und Dreiecksgiebel stellt eine gewisse Mittelbetonung dar, beidseitig flankiert von je zwei kleineren Hausgauben. Die beiden Geschosse werden durch ein profiliertes Gesims voneinander getrennt. Der aus dem Jahr 1926 stammende Münchner Rauputz ist ein wesentlicher Bestandteil des gesamten Erscheinungsbildes. |      |
| Kleine Johannisgasse 9 (Standort) Wohn- und Geschäftshaus D-4-63-000-249   | August Berger, Architekt aus Hildburghausen, errichtete 1911 anstelle eines Schuppens für den Hofschuhmachermeister Ernst Kuckuck das Wohn- und Geschäftshaus in geometrischen Jugendstilformen. Dabei übernahm er vom ebenfalls von ihm gebauten Doppelhaus Bahnhofstraße 10/12 wesentliche Gestaltungsmerkmale. Die Trennung von Erd- und erstem Obergeschoss ist in der linken Fassadenhälfte durch zurückspringende Teile weitgehend aufgelöst. Zwei dreiseitige Erker, von denen der linke auf drei Pfeilern ruht und der rechte auf einem Dachvorbau, tragen die Obergeschosse. Vier mal zwei paarig zusammengefasste Fensterachsen der linken Fassadenhälfte sind im zweiten Obergeschoss durch Mittelpfosten geteilt, im dritten Obergeschoss ungeteilt. An der rechten Fassadenhälfte springen über dem zweiachsigen Erdgeschoss das erste und zweite Obergeschoss deutlich vor. Das optische Gewicht liegt hier auf dem breiten dreiteiligen Fensterband im zweiten Obergeschoss. Das dritte Obergeschoss wiederum tritt deutlich hinter die gesamte Fassade zurück. Ein Schweifgiebel bildet den oberen Abschluss des linken Gebäudeteils, eine Altane den des rechten. |      |

## Kleine Judengasse
| Adresse Bezeichnung Akten-Nr.                                         | Beschreibung | Foto |
| --------------------------------------------------------------------- | --- | ---- |
| Kleine Judengasse (Lage)                                              | 1875 erhielt ein Teil der Straße Am Judentor, heute Judengasse, die Bezeichnung Kleine Judengasse. Sie führt von der Stelle, an der die Judengasse einen Westschwenk vollführt, nach Süden zur ehemaligen Stadtmauer am Eselstor. Der kleine Platz dort ist erhalten geblieben. |      |
| Kleine Judengasse 1 (Standort) Wohn- und Geschäftshaus D-4-63-000-250 | Im ausgehenden 18. Jahrhundert entstand das traufständige zweigeschossige Kleinwohnhaus. Es muss aber einen Vorgängerbau gegeben haben, der 1678 als halbes altes Haus mit zwei Stockwerken und zwei Stuben erwähnt ist. Tünchermeister Lang ließ 1838 das rückwärtige Erdgeschoss umbauen. Fünf Jahre später wurde von Friedrich Böhm das zweiachsige Zwerchhaus aufgesetzt. Auf der rückwärtigen Seite ließ Tünchermeister Ernst Krauß 1863 einen dreigeschossigen Anbau errichten. Ausführender Handwerker war Zimmermeister Ernst Wöhner. Die Veränderung des Erdgeschosses geschah in zwei Schritten: 1875 baute man einen Laden mit Schaufenster und Eingang anstelle von drei kleinen Fenstern auf der rechten Seite ein, in der Mitte folgte dann 1950 der zweite Ladeneinbau in Spiegelung des ersten. 1945 ersetzte man nach einem Kriegsschaden das Sattel- durch ein Mansarddach. Das Zwerchhaus blieb unverändert, nur die seitlichen Hausgauben wurden zu Schleppgauben. |      |
| Kleine Judengasse 3 (Standort) Wohnhaus D-4-63-000-699                | Der Urkataster zeigt im Jahr 1862 an dieser Stelle drei Häuser, zwei nebeneinander an der Straße und eines dahinter. 1674 wurden die beiden Vorderhäuser bereits erwähnt, 1765 kaufte der Maurer Johann Adolph Melchior Meyer beide. Sein Nachfahre Georg Meyer baute das Ensemble 1862 um, indem er beide Häuser zusammenfasste und mit einem massiven Erdgeschoss versah. Das Fachwerkobergeschoss unter dem Walmdach wurde verputzt und die Flächen zwischen den fünf Achsen mit flachen Lisenen ausgefüllt. Gleichzeitig schuf er ein neues Treppenhaus mit Eingangstür auf der linken Hausseite. 1874 und 1911 erfolgten eine Aufstockung des hinteren Hauses und ein rückwärtiger Dachausbau. Die Garagen stammen aus den Jahren 1929 und 1960. |      |
| Kleine Judengasse 4 (Standort) Wohnhaus D-4-63-000-700                | Bereits 1668 wurde das Haus als alter Bau mit zwei Stockwerken und vier Stuben beschrieben. Etwa im 18. Jahrhundert wird ein Neu- oder durchgreifender Umbau stattgefunden haben, bei dem der Fachwerkbau vollständig verputzt wurde. Eine Werkstatt kam 1895 an der Hausrückseite hinzu, weshalb die Dachfläche als Schleppdach verlängert wurde. Durch seine Lage an einer Hofeinfahrt dominiert das Haus trotz der traufseitigen Bauflucht. Das vier zu vierachsige Haus weist einen Dachausbau auf, der auf der Giebelseite an den zwei Fenstern unter dem Spitzdach zu erkennen ist. |      |

## Kleine Rosenau
| Adresse Bezeichnung Akten-Nr.                    | Beschreibung | Foto |
| ------------------------------------------------ | --- | ---- |
| Kleine Rosenau (Lage)                            | Schloss Rosenau bei Oeslau gab zunächst der Kleinen Rosenau, einem Anwesen mit Park am Marschberg, den Namen, der später auch auf die Straße übertragen wurde. Sie führt vom Weichengereuth in Höhe des Güterbahnhofs nach Westen den Hang des Marschberges hinauf. |      |
| Kleine Rosenau 7 (Standort) Villa D-4-63-000-251 | Auf dem parkähnlichen Grundstück entstand 1820 zunächst ein Gartenhaus mit einem etwa quadratischen zweigeschossigen Kernbau und zwei schmalen Flügeln, von denen der südliche eingeschossig mit einer zinnenbewehrten Altane ausgeführt war und der nördliche zweigeschossig, ebenfalls mit Zinnenkranz. 1856 begann man, das Gartenhaus zu einer Villa auszubauen. Der südliche Flügel wurde aufgestockt und erhielt ein Satteldach. Ein zweigeschossiger polygonaler Turm wurde an der Ostseite angebaut und mit Zinnen und Altane versehen. Der Besitzer des Anwesens, Forstmeister Philipp Schlick ließ 1872 durch Bernhard Brockardt den Turm weiter ausbauen und mit einem Spitzdach versehen. Rechts vom Turm entstand ein übergiebelter Risalit. Den Wohnbau erweiterte man nach Westen durch einen fünfachsigen Anbau mit Kammern und Remise und erhöhte das Dach gleichmäßig. 1959 wurde ein Wohnzimmer, 1974 ein Balkon angebaut. Die Giebelmauern der im Stil des neugotischen Historismus gestalteten Villa zieren glatte, pyramidenförmige Fialen über Wimpergen. Die Fenster im Erdgeschoss tragen teilweise rechtwinklige Profilstürze, während die im zweiten Obergeschoss als Stichbogenfenster ausgeführt sind. Am Treppenturm, dessen Kranzgesims aus einer Konsolenreihe mit Blendbogenfries besteht, finden sich auch Spitzbogenfenster. |      |

## Kleine Rosengasse
| Adresse Bezeichnung Akten-Nr.                                  | Beschreibung | Foto |
| -------------------------------------------------------------- | --- | ---- |
| Kleine Rosengasse (Lage)                                       | Die schmale Kleine Rosengasse führt in einem Bogen von der Rosengasse nach Westen zur ehemaligen Stadtmauer und, über einem Teil der Metzgergasse, wieder zurück zur Rosengasse. (Herleitung des Namens siehe Rosengasse). |      |
| Kleine Rosengasse 1 (Standort) Stadtbefestigung D-4-63-000-252 | Im Rückgebäude des Hauses befinden sich Reste der inneren Stadtbefestigung, aus deren Zeit auch der erhaltene Keller eines Stadels stammt, auf dem man 1650 zunächst einen zweigeschossigen traufständigen Neubau mit fünf Fensterachsen errichtete. Gegen Ende des 17. Jahrhunderts erhöhte man das Fachwerkhaus auf massivem Erdgeschoss um ein Stockwerk. Anfang des 18. Jahrhunderts baute man rückseitig einen hölzernen Laubengang und ein an die Stadtmauer angelehntes Hinterhaus, das nach dem Abbruch der Stadtmauer 1782 über deren Reste hinaus erweitert wurde. 1820 erweiterte man den Dachraum des Vorderhauses um ein dreiachsiges Zwerchhaus mit hohem Dreiecksgiebel. Weitere Bauveränderungen in den Jahren 1832, 1836 und 1837 betrafen die Hausrückseite. So ließ der Schuhmachermeister August Gärtner in die Stadtmauerreste Fenster einbrechen, einen Laden im Erdgeschoss einbauen, der als Durchgangsbereich zum Innenhof diente, und durch Zimmermeister Brehm hinten ebenfalls ein Zwerchhaus aufsetzen. Bemerkenswert ist der rechts angeordnete Hauseingang mit klassizistischer, reich dekorierter zweiflügeliger Tür. |      |
| Kleine Rosengasse 2 (Standort) Wohnhaus D-4-63-000-701         | 1700 wird das Haus als alter Bau mit zwei Stockwerken, einer Stube und einem Keller beschrieben. In der zweiten Hälfte des 18. Jahrhunderts erfolgte ein Neu- oder gründlicher Umbau, bei dem die vordere Haushälfte um ein Stockwerk erhöht und ein Walmdach aufgesetzt wurde. Der Dacherker an der Westseite mit drei Fenstern entstand 1902. Der Balkon kam 1968 hinzu. 1971 wurde das Nebengebäude zugunsten eines Garagenneubaus entfernt. Der nach Süden gerichtete dreiachsige Hausteil steht riegelförmig vor dem um ein Geschoss niedrigeren und schmalen nördlichen Hinterhaus, das nur in der linken Hälfte durchfenstert ist. Einzige Zier an der Gassenfront ist die profilierte Rahmung des Eingangsportals, das aus zwei Türflügeln mit gefelderten Füllungen besteht. |      |
| Kleine Rosengasse 3 (Standort) Wohnhaus D-4-63-000-253         | Die Anfänge dieses Hauses sind mit denen vom Nachbarhaus Nr. 1 identisch. Ursprünglich nur ein Stadel, wurde dies um 1650 durch ein Wohnhaus ersetzt. Auf dem massiven Erdgeschoss des traufständigen und fünfachsigen Satteldachbaus sind zwei leicht vorkragende Obergeschosse in verputztem Fachwerk aufgesetzt. Ein nach rechts aus der Achse gerücktes korbbogiges Portal im Erdgeschoss mit zwei Fenstern auf der linken und einem auf der rechten Seite zeigt im Keilstein einen Spiegel mit gepickter Oberfläche. Die Portaleinfassung besteht aus glatten Pfosten und einem auf schlichten Kämpfern ruhenden zweibündigen Bogen mit gestuftem Randprofil. Aus dem frühen 19. Jahrhundert stammt die zweiachsige stehende Walmdachgaube. Seit 1802 war das Haus Ratslehen mit Braugerechtigkeit. |      |
| Kleine Rosengasse 5 (Standort) Wohnhaus D-4-63-000-702         | Das traufständige dreigeschossige Satteldachhaus aus dem 17. Jahrhundert besteht aus einem massiven Erdgeschoss aus Quadermauerwerk und durch ein wulstiges Profilgesims getrennte Obergeschosse aus Fachwerk mit drei Fensterachsen. Im Erdgeschoss wurde 1955 ein Laden mit großen Schaufenstern ausgebaut, wobei der Stichbogeneingang aus dem Jahr 1821 erhalten blieb. |      |
| Kleine Rosengasse 7 (Standort) Wohnhaus D-4-63-000-254         | Das 1544 von der Stadt vor dem dahinter stehenden Wehrturm als Stadtknechtshaus erbaute Gebäude stand nach dem Abbruch dieses Teils der Befestigung 1791 mit der Rückfront frei. In den Jahren 1863/1864 baute Paul Gehrlicher das Haus bis auf den Kern grundlegend neu auf und errichtete bis an die Reste der alten Stadtmauer heran ein neues Rückgebäude (siehe Albertsplatz 7). Die Hauptfassade in der Rosengasse hatte einen dreiachsigen Kastenerker und einen geschwungenen Giebelabschluss mit einem holzverschalten Dachgiebeldreieck. Sie wurde 1919 neu gestaltet und einheitlich verputzt. |      |
| Kleine Rosengasse 10 (Standort) Handwerkerhaus, abgebrochen    | (Das letzte erhaltene Handwerkerhaus aus dem 18. Jahrhundert in der Kleinen Rosengasse wurde laut Keilstein über der Eingangstür 1739 erbaut. Der Schuhmachermeister Johann Conrad Weiß nutzte das massive Erdgeschoss des ansonsten in Fachwerk ausgeführten Mansardwalmdachhauses mit seinen drei Geschossen als Werkstatt. Das Portal auf der linken Erdgeschossseite besitzt einen Sandsteinrahmen mit Keilstein und eine Tür mit sechs Feldern. Auch die beiden daneben liegenden Fenster sind sandsteingerahmt.) Das Gebäude wurde in der Liste vom 13. Dezember 2013 nicht mehr geführt, im April 2016 abgerissen und durch einen Neubau ersetzt. |      |

## Kreuzwehrstraße
| Adresse Bezeichnung Akten-Nr.                               | Beschreibung | Foto |
| ----------------------------------------------------------- | --- | ---- |
| Kreuzwehrstraße (Lage)                                      | Die 1877 im Zuge der Stadterweiterung angelegte Kreuzwehrstraße führt parallel zur Bahnhofstraße von der Callenberger Straße zur Lossaustraße. Hier bildete früher die Itz mit dem einmündenden Schleiermühlgraben und dem ausfließenden Lautermühlgraben ein Kreuz. Ein Wehr regulierte den Wasserstand des Lautermühlgrabens. |      |
| Kreuzwehrstraße 1 a (Standort) Wohnhaus D-4-63-000-703      | Hans Münscher errichtete 1900 das zweigeschossige giebelständige Satteldachhaus, das Elemente der englischen [[Cottage (Wohngebäude)<Cottages]] und der Neugotik aufweist. Aufgrund des hohen Kellergeschosses erscheint das Erdgeschoss als Hochparterre. Ein flacher erkerartiger Vorbau schmückt die zweiachsige Straßenfront, wobei die Fenster der Obergeschosse in Paaren zusammengefasst sind, während das Erdgeschoss links von einem großen Rundbogenfenster mit Ladeneingang geprägt wird. Die südliche Hausseite mit dem Eingang dominiert ein flacher Obergeschossrisalit mit Fachwerkzwerchhaus. Die Dachflächen überdecken einen Fachwerkkniestock, der giebelseitig die zinnenbekrönte Mittelfläche einschließt. Alle Fenster- und Türstürze der massiven Frontteile sind als leichter Stichbogen ausgeführt. In der Mitte der linken Hausseite befindet sich ein Treppenhausturm mit Spitzdach. 1953 folgten ein rückwärtiger zweigeschossiger Anbau und der Einbau einer Tür anstelle eines Fensters an der Westseite. |      |
| Kreuzwehrstraße 2 (Standort) Villa D-4-63-000-257           | Das villenähnliche zweigeschossige Haus im Stil der Neurenaissance wurde 1887 von Johann Michael Probst erbaut. Verschiedene Anbauten verleihen dem Bau mit Satteldach und vorkragenden Traufen ein malerisches Aussehen. Der dreigeschossige und somit in die Dachzone reichende Treppenhausturm mit hohem Walm greift Anregungen aus der französischen Renaissance auf. Vor dem Turm befindet sich der überdachte Eingang mit geschlossener Veranda aus ornamentiertem Fachwerk. Der Vorbau über dem Treppenaufgang ruht auf toskanischen Säulen und Pfeilern, die drei mit Maskenkeilsteinen besetzte Korbbogen tragen. Ein Risalit mit Zwerchhausgiebel und Krüppelwalm prägt die Fassade zur Kreuzwehrstraße, ein gleichartiger Risalit mit einem vorgesetzten Erdgeschosserker befindet sich an der Ostseite, während auf der Westseite ein zweiachsiges Zwerchhaus mit Satteldach steht. Das besonders reich geschmückte Erdgeschoss, über dessen Fenstern Muschelnischen sitzen, ruht auf einem Sockel aus Rustikaquadern. Beschlagwerkornament mit Diamantierungen lässt den zweiachsigen Kastenerker an der Südseite besonders in Erscheinung treten. Eckverquaderungen fassen alle Gebäudekanten ein. Das Doppelfenster über dem Kastenerker ist durch ein Beschlagwerk mit dem Fenster unter dem Krüppelwalm verbunden. Die gleiche Anordnung befindet sich auch auf der vorderen Giebelseite. Carl Kleemann erbaute 1900 eine Wagenremise an der nordwestlichen Grundstücksgrenze in Form eines eingeschossigen Walmdachhauses. Seitlich ist ein Rundturm mit Rundbogenfenstern und Kegelhaube als Treppenhaus zur Kutscherwohnung im Dachgeschoss angebaut. 1919 wurde die zunächst als Pferdestall genutzte Remise zu einer Garage umgebaut und dabei ein korbbogiges Doppeltor eingesetzt. |      |
| Kreuzwehrstraße 9 (Standort) Mietshaus D-4-63-000-258       | Das erste von vier Häusern in Reihe des Bauherrn Carl Wetter ist im Stil der Neurenaissance 1892 durch das Architekturbüro Wetter & Gräfe geplant und errichtet worden. Das dreigeschossige Mietswohnhaus in Ziegelbauweise mit seinem Mansardwalmdach erhielt 1900 ein Hinterhaus, das als Korbwarenlager für die Brüder Altmann diente. 1990 wurde es zu Wohnzwecken umgebaut. Im selben Jahr unterzog man das Vorderhaus einer Generalsanierung und ließ das Dach um 35 cm anheben, um das Dachgeschoss für Wohnungen nutzen zu können. Durch das hohe Kellergeschoss wird das Erdgeschoss zum Hochparterre. Bis auf das Sockelgesims vollziehen Sandsteinbänder die Geschosstrennungen, Einzelquader sind als Eckverstärkungen eingesetzt. Ein flacher Risalit mit Doppelfenstern und abgeschrägtem Zwerchhausgiebel auf der linken Fassadenseite betont die insgesamt vierachsige Straßenfront. An der Hausrückseite befinden sich der Hauseingang und ein Treppenhaus mit zur sonstigen Geschossteilung versetzten Fenstern. Rechts steht auf Pfeilerstützen ein dreigeschossiger geschlossener Vorbau in Fachwerk mit geschlossenen Veranden. |      |
| Kreuzwehrstraße 11 (Standort) Mietshaus D-4-63-000-259      | In seiner blockhaften Art gleicht das 1893 von Carl Wetter in den Formen des Neubarocks erbaute Wohnhaus seinem Nachbarhaus Nr. 9. Straßenseitig wird der dreigeschossige Mansardwalmdachbau rechts von einem Eckrisalit mit Zwerchgiebel abgeschlossen, sodass sich drei und zwei Fensterachsen ergeben. Das hohe Kellergeschoss lässt das Erdgeschoss als Hochparterre erscheinen. Die Hausecken sind mit diamantierten Quadern besetzt. Die Erdgeschossfenster sind von Entlastungsbögen mit Löwenmasken überfangen. Profilierte Rahmen umfassen die Fenster von Erd- und erstem Obergeschoss. Erstere weisen Schmuckbrüstungen und Bekrönungen auf, letztere sitzen direkt auf diesen auf. Beide Obergeschosse sind so durch Fensterbändern zusammengeschlossen. Neben dem Ziergiebel über dem Risaliten mit seiner gekappten Spitze stehen drei verschieferte Hausgauben, die 1898 bei einem Dachgeschossausbau hinzu kamen. Die rückwärtige dreiachsige Eingangsseite wird durch einen kolossalen Eckpilaster geprägt, hinter dem sich das Treppenhaus mit bunter Verglasung befindet. An der rechten Hausseite tritt ein schmaler Mittelrisalit vor. 1967 wurde für eine Glühlampenfabrik hinten an das Haus ein Anbau gesetzt, dem ein zweiachsiger Erker in ganzer Höhe vorgestellt ist. |      |
| Kreuzwehrstraße 13/13 a (Standort) Mietshaus D-4-63-000-260 | Fünf Jahre nach Errichtung des Nebenhauses Nr. 11 ließ Carl Wetter 1898 sein drittes Haus in dieser Reihe als Doppelmietshaus auf dem Grundriss einer Dreiflügelanlage erbauen, die auf ihrer Rückseite einen schmalen Innenhof umschließt. In Art und Aussehen gleicht der blockartige dreigeschossige Mansarddachbau seinen Nachbarhäusern. Die jeweils vierachsigen, durch Regenfallrohre geteilten Fassadenhälften werden durch zweiachsige Eckrisalite mit Pilastereinfassung und gekapptem Dreiecksgiebel betont. Die Fenster im als Hochparterre erscheinenden Erdgeschoss sitzen auf trapezförmigen Brüstungsfeldern und tragen Rundbögen mit Maskarons. Im ersten Obergeschoss sind die Fenster von gleicher Größe wie im Erdgeschoss, werden aber von Dreiecksfeldern abgeschlossen. Im zweiten Obergeschoss rahmen schlichte toskanische Pilaster mit entsprechendem Gebälk die Fenster. Durch verputzte Zwischenfelder und eine durchgehende Sohlbank ist das zweite Obergeschoss vom Mittelbau abgesetzt. Auf dem Dach sitzen zwei Hausgauben mit Volutenstützen und Muschelbogenaufsatz. An den beiden rückwärtigen Eingangsseiten befindet sich jeweils ein mittig angeordneter Treppenturm, bei Nr. 13a mit Initialen und Erbauungsjahr bezeichnet (18.W.98). Die Türen werden von Rundbögen auf Kämpfern gerahmt. Vor 1966 wurden der Turm- und Giebelaufbau vom Nebengebäude Nr. 13 ohne Genehmigung umgebaut, Turm- und Giebelaufbau von Nr. 13a wurden erst 1984 angepasst. |      |
| Kreuzwehrstraße 15 (Standort) Mietshaus D-4-63-000-261      | Das letzte in der Reihe der wetterschen Häuser bildet zusammen mit dem Eckhaus Raststraße Nr. 6 wiederum ein Doppelmietshaus. 1901 erbaut, nimmt es Art und Aussehen seines Nachbarhauses Nr. 13/13a mit vereinfachenden Variationen auf. So werden hier Erdgeschosse und Eckeinfassungen deutlich weniger betont. Die Fassade ist mit gelben Ziegeln verkleidet, die einen starken Kontrast zur roten Nebenseite bilden. Die insgesamt fünfachsige Fassade wird nach links von einem zweiachsigen Eckrisalit geschlossen, der einen geschweiften Giebel mit Abschlussdreieck trägt. Bänder übernehmen die horizontale Fassadenteilung. Die Fenster im ersten Obergeschoss weisen einen Dreiecksaufsatz über dem Wappen des Herzogtums Coburg auf. Auf der Eingangsseite überragt ein Treppenturm mit Satteldach das Haus. |      |

## Kuhgasse
| Adresse Bezeichnung Akten-Nr.                 | Beschreibung | Foto |
| --------------------------------------------- | --- | ---- |
| Kuhgasse (Lage)                               | Die schmale Kuhgasse zweigt vom Albertsplatz nach Südosten zur marktförmigen Erweiterung der Ketschengasse ab. Der Name könnte von einem hier abgehaltenen Viehmarkt herrühren oder sich auf ein Gefängnis (mundartlich Kuh) beziehen. |      |
| Kuhgasse 1 (Standort) Wohnhaus D-4-63-000-262 | An der Einmündung der Kuhgasse in die Ketschengasse erweitert sich der Straßenverlauf platzartig. Blickfang an diesem Platz ist das giebelständige Fachwerkhaus Kuhgasse Nr. 1, das 1691 als alter Bau mit zwei Stockwerken, zwei Stuben, einem Keller und einer Schmiedeesse bezeichnet wird. Das Erdgeschoss, dessen drei Fenster durch einen gemeinsamen Rahmen zusammengezogen sind, schließt seitlich mit genuteten Eckpilastern ab. Rechts befindet sich das doppelflügelige Portal mit einem Korbbogen, der auf Eckpfeilern mit Kämpfern ruht. In den Bogen ist ein Keilstein eingelassen. Das Erdgeschoss aus Sandsteinquadern ist vom zurückspringenden Fachwerkoberbau durch einen glatten Architrav mit zweibündiger Auflage getrennt. Das 1952 freigelegte Fachwerk weist im Giebelbereich Andreaskreuze und Rauten auf. Die vertikale Gliederung erfolgt, dem Erdgeschoss angepasst, durch vier Fensterachsen im Verhältnis drei zu eins. Die Fenster an der Traufseite sind wesentlich kleiner, da Schwelle, Brust- und Kopfriegel hier in gleichmäßigem Abstand gesetzt sind.1989 erfolgte der Abbruch eines Rückgebäudes, an dessen Stelle ein neuer Anbau entstand. |      |

## Kürengrund
| Adresse Bezeichnung Akten-Nr.                     | Beschreibung | Foto      |
| ------------------------------------------------- | --- | --------- |
| Kürengrund (Lage)                                 | Das mittelhochdeutsche Wort Kürn für eine Mühle oder einen Mühlstein gab dem Kürengrund seinen Namen. Er führt durch ein wasserreiches Gebiet mit der Bezeichnung Weihersholz. Um 1750 sind auch die Benennungen Kirrngrund und Kirschengrund belegt. Wahrscheinlich im Zusammenhang mit dem Aufbau der Ernstfarm wurde der Grund 1875 als befestigter Fahrweg von der Callenberger Straße nach Scheuerfeld ausgebaut. |           |
| Kürengrund 80 (Standort) Ernstfarm D-4-63-000-872 | Die Ernstfarm ist eine ehemalige herzogliche Domäne am Stadtrand von Coburg im Stadtteil Scheuerfeld. Herzog Ernst II. von Sachsen-Coburg und Gotha beauftragte 1878 auf Anraten seines Bruders Prinzgemahl Albert von Großbritannien den Coburger Baurat Georg Konrad Rothbart mit der Planung und dem Bau der Musterfarm nach Vorbild englischer Hofgüter der Agriculture-Bewegung.                                  | Ernstfarm |